# Napoleón Bonaparte
Napoleón Bonaparte (nacido Napoleone Buonaparte; Ajaccio, 15 de agosto de 1769-Santa Elena, 5 de mayo de 1821), más tarde conocido por su nombre regnal Napoleón I, fue un militar y político francés nacido en Córcega que saltó a la fama durante la Revolución francesa y dirigió exitosas campañas durante las guerras revolucionarias. Fue el líder de facto de la República francesa como primer cónsul desde 1799 hasta 1804, y después emperador de los franceses desde 1804 hasta 1814 y, de nuevo, en 1815. El legado político y cultural de Napoleón perdura hasta nuestros días, como líder tan célebre como controvertido. Inició muchas reformas liberales que han perdurado en la sociedad, y se le considera uno de los más grandes comandantes militares de la historia. Sus campañas aún se estudian en las academias militares de todo el mundo. Entre tres y seis millones de civiles y soldados murieron en lo que se conoció como las guerras napoleónicas.
Napoleón nació en la isla de Córcega, poco después de su anexión por Francia, en el seno de una familia nativa descendiente de la pequeña nobleza italiana. Apoyó la Revolución francesa en 1789 mientras servía en el ejército francés, e intentó difundir sus ideales en su Córcega natal. Ascendió rápidamente en el ejército tras salvar al Directorio francés en el poder disparando contra insurgentes monárquicos. En 1796, inició una campaña militar contra los austriacos y sus aliados italianos, anotándose victorias decisivas y convirtiéndose en un héroe nacional. Dos años más tarde, dirigió una expedición militar a Egipto que le sirvió de trampolín hacia el poder político. Organizó un golpe de Estado en noviembre de 1799 y se convirtió en primer cónsul de la República.
Las diferencias con el Reino Unido hicieron que Francia se enfrentara a la Tercera Coalición en 1805. Napoleón hizo añicos esta coalición con victorias en la campaña de Ulm y en la batalla de Austerlitz, que condujeron a la disolución del Sacro Imperio Romano Germánico. En 1806, la Cuarta Coalición se levantó en armas contra él. Napoleón derrotó a Prusia en las batallas de Jena y Auerstedt, hizo marchar a la Grande Armée hacia Europa Oriental y derrotó a los rusos en junio de 1807 en Friedland, obligando a las naciones derrotadas de la Cuarta Coalición a aceptar los Tratados de Tilsit. Dos años más tarde, los austriacos volvieron a desafiar a los franceses durante la guerra de la Quinta Coalición, pero Napoleón solidificó su dominio sobre Europa tras triunfar en la batalla de Wagram.
Con la esperanza de extender el Bloqueo Continental, su embargo contra Gran Bretaña, Napoleón invadió la península ibérica y declaró rey de España a su hermano José en 1808. Los españoles y los portugueses se sublevaron e iniciaron una guerra ayudados por el ejército británico, que culminó con la derrota de los mariscales de Napoleón. Napoleón lanzó una invasión de Rusia en el verano de 1812. La campaña resultante fue testigo de la catastrófica retirada de la Grande Armée de Napoleón. En 1813, Prusia y Austria se unieron a las fuerzas rusas en una Sexta Coalición contra Francia, cuyo resultado fue un gran ejército de la coalición que derrotó a Napoleón en la batalla de Leipzig. La coalición invadió Francia y capturó París, obligando a Napoleón a abdicar en abril de 1814. Fue exiliado a la isla de Elba, entre Córcega e Italia. En Francia, los Borbones regresaron al poder.
Napoleón escapó en febrero de 1815 y tomó el control de Francia. Los aliados respondieron formando la Séptima Coalición, que derrotó a Napoleón en la batalla de Waterloo en junio de 1815. Los británicos le exiliaron a la remota isla de Santa Elena, en el Atlántico, donde murió en 1821 a la edad de 51 años.
Napoleón tuvo un gran impacto en el mundo moderno, llevando reformas liberales a las tierras que conquistó, especialmente las regiones de los Países Bajos, Suiza y partes de la Italia y Alemania modernas. Puso en práctica numerosas políticas liberales en Francia y Europa Occidental.

## Primeros años

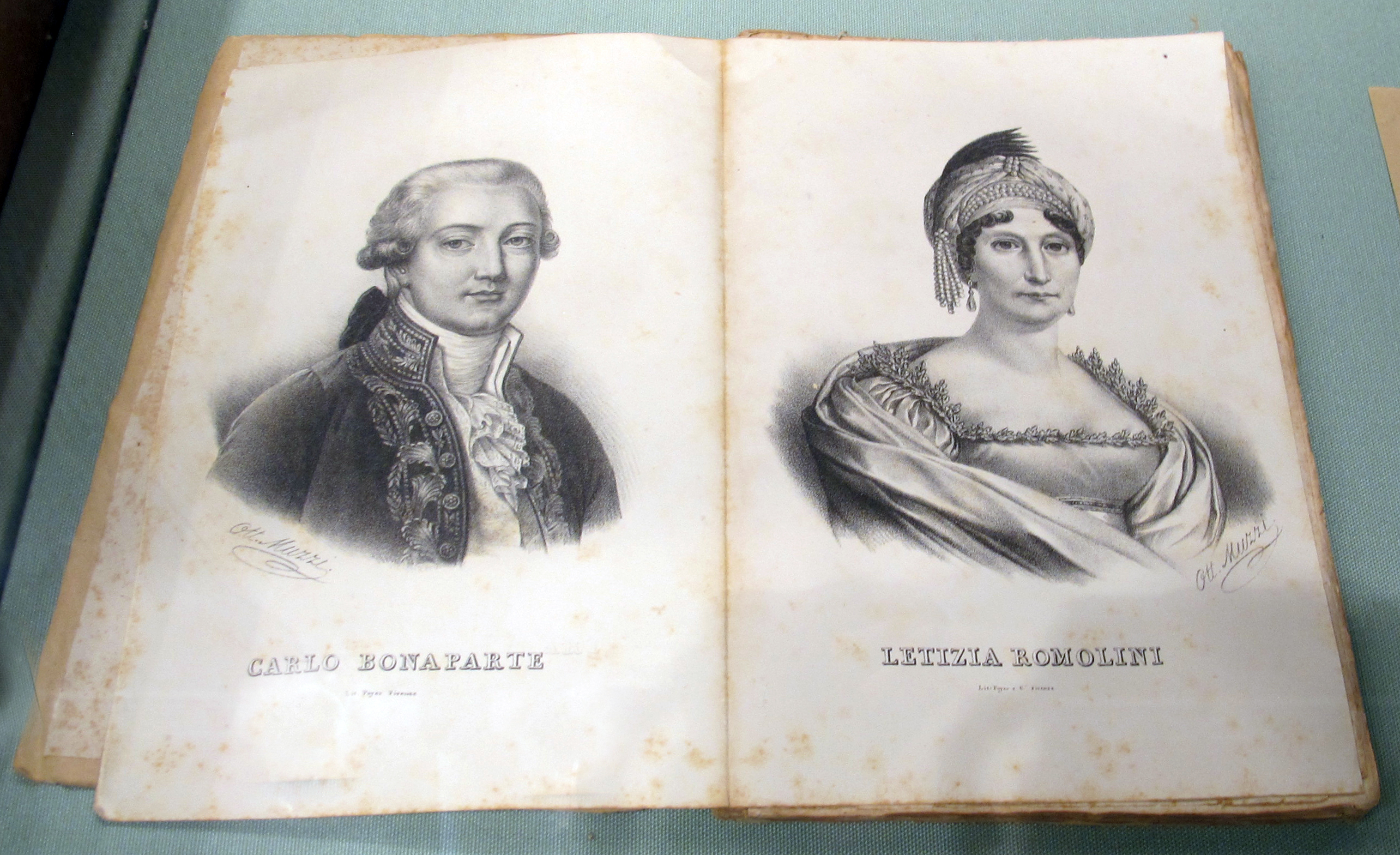
Carlo Buonaparte y Letizia Ramolino, padres de Napoleón. Carlo fue un partidario del líder independentista corso Pasquale Paoli.

Nacido Napoleone di Buonaparte (Nabolione o Nabulione en corso), solo un año después de que Francia comprara la isla de Córcega a la República de Génova. Napoleone, años después, cambió su nombre por el afrancesado Napoléon Bonaparte. El registro más antiguo de este nombre aparece en un informe oficial fechado el 28 de marzo de 1796.
Su familia formaba parte de la nobleza local. Su padre, Carlo Buonaparte, abogado, fue nombrado en 1778 representante de Córcega en la corte de Luis XVI, lugar donde permaneció durante años, por lo que fue su madre, María Letizia Ramolino, la figura fundamental de su niñez. Adelantada a su época, exigía que sus ocho hijos se bañaran a diario, cuando lo común era una vez al mes. Napoleón, huraño y taciturno, se mantuvo apartado de sus compañeros. Le gustaba estar solo para meditar y sentía profunda aversión hacia los franceses, a quienes acusaba de ser los opresores de los corsos. No era buen estudiante y solo le preocupaban las matemáticas, en las que progresaba. Se dedicó a la lectura de obras clásicas, como la Historia universal de Polibio, las Vidas paralelas de Plutarco o la Expedición de Alejandro de Arriano de Nicomedia, que tuvieron una profunda influencia en su espíritu.
Su padre consiguió que Napoleón y su hermano José se trasladaran a la Francia continental, para estudiar en la escuela militar francesa de Brienne-le-Château a la edad de 10 años. Antes de entrar debía aprender francés, idioma que habló con un marcado acento italiano por el resto de su vida. Obtuvo notas destacadas en Matemáticas y Geografía, y consiguió las necesarias para aprobar las demás materias. Tras su graduación en 1784, fue admitido en la École Royale Militaire de París. Aunque había buscado en un principio una formación naval, terminó estudiando artillería en la École Militaire. Después de su graduación en septiembre de 1785, fue comisionado como teniente segundo de artillería. Tomó sus nuevas obligaciones en enero de 1786, a los 16 años.
Napoleón sirvió en la guarnición de Valence y de Auxonne hasta el estallido de la Revolución francesa (aunque se tomó casi dos años de licencia en Córcega y París durante este lapso). Poco después de comenzar la revolución, Napoleón se encontraba en Córcega. Apoyó la facción jacobina y obtuvo el rango de comandante segundo de la Guardia Nacional de Voluntarios de la isla. Después de entrar en conflicto con el líder nacionalista Pasquale Paoli (antiguo héroe de Napoleón), Bonaparte y su familia fueron obligados a huir a Francia, donde llegaron en junio de 1793.

## Campañas iniciales
Gracias a la ayuda del compañero Saliceti, se convirtió en comandante de artillería de las fuerzas francesas que sitiaban la fortaleza realista de Tolón, que se había amotinado contra el terror republicano y había permitido el desembarco de una fuerza angloespañola. Napoleón definió y ejecutó una estrategia basada en el emplazamiento de baterías artilleras que crearan una superioridad total de fuego previa a los asaltos a los diferentes fuertes que protegían Tolón, que fue evacuada por la armada angloespañola. 

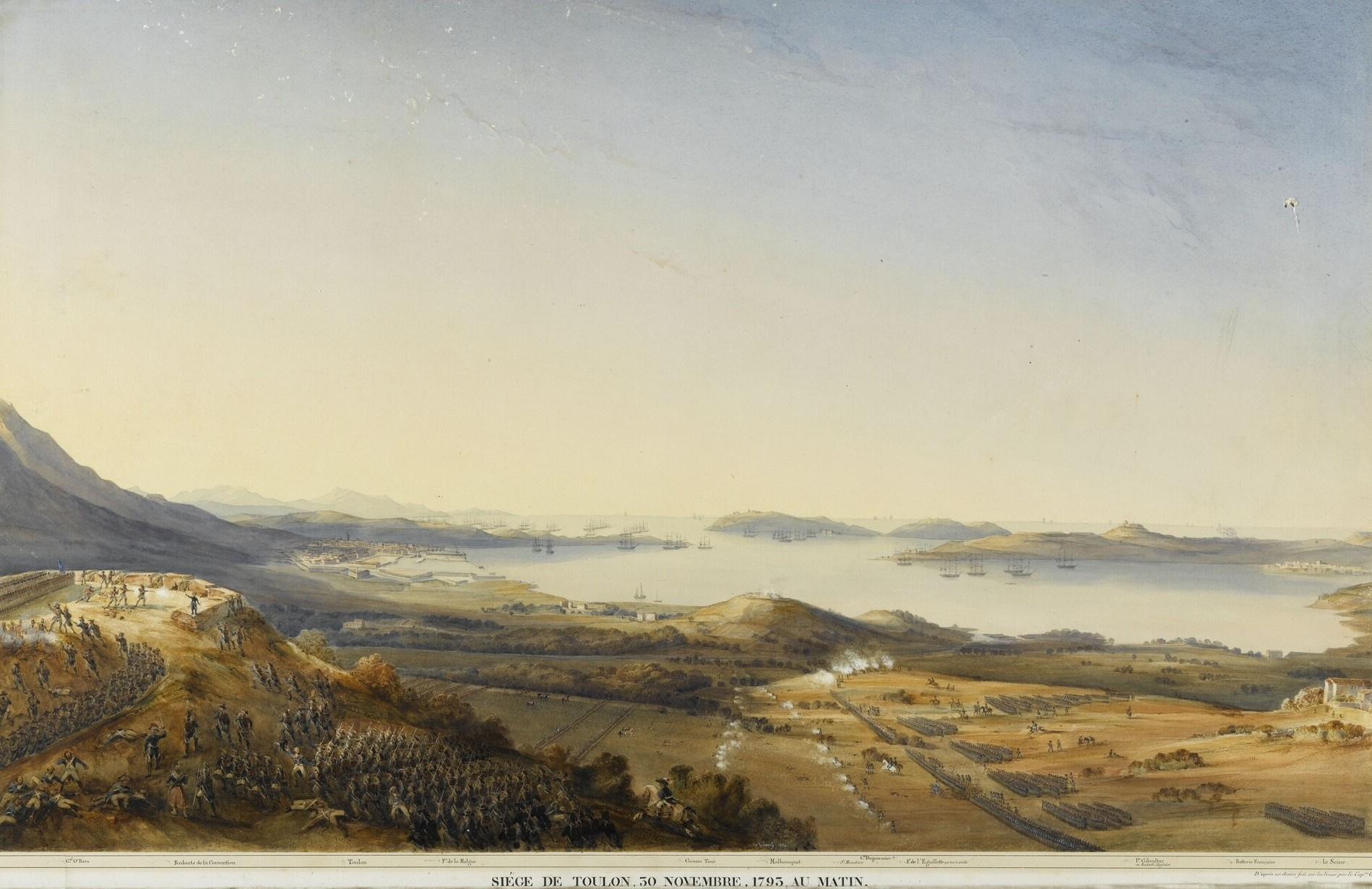
Sitio de Tolón en 1793

Su determinación, su capacidad de trabajo y su frialdad bajo el fuego le convirtieron en el héroe del sitio, tras lo cual fue nombrado general de brigada. Cuando fue enviado a Génova por órdenes superiores en una misión secreta hacia julio de 1794, cayó Maximilien Robespierre, y Napoleón se convirtió en blanco de sospechas originadas por su amistad íntima con Augustin Robespierre, hermano menor de Maximilien. Por ese motivo, estuvo arrestado durante dos semanas, y fue liberado por falta de pruebas.
En 1795, Bonaparte se encontraba en París cuando el 3 de octubre realistas y contra-revolucionarios organizaron una protesta armada contra la Convención, sus excesos y su gobierno tiránico. A Bonaparte se le encomendó dirigir a un improvisado ejército en la defensa de la Convención en el Palacio de las Tullerías. Obtuvo algunas piezas de artillería con la ayuda de un joven oficial de caballería, Joachim Murat, que se convertiría en su cuñado, y logró repeler a los insurgentes. Este triunfo le dio gran fama y poder sobre el nuevo Directorio, en particular sobre su líder, Paul Barras. Semanas después, el 9 de marzo de 1796, se casó con la amante de Barras, Josefina de Beauharnais.

## Campaña de Italia de 1796-1797

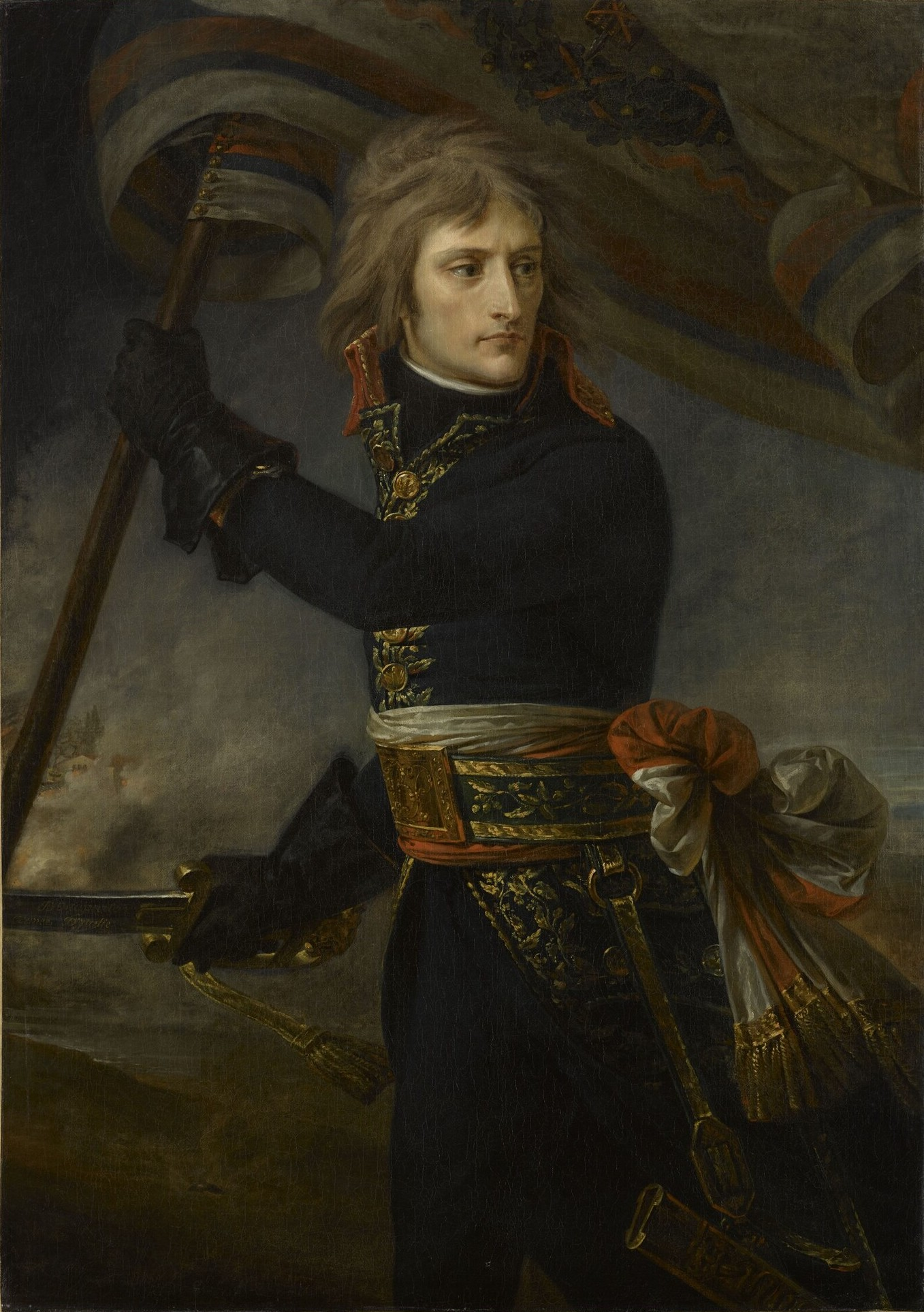
Bonaparte en el puente de Arcole, por Antoine-Jean Gros (c. 1801).

Días después de su matrimonio, Bonaparte tomó el mando del Ejército francés en Italia, que llevó con éxito a la invasión de dicho país. Antes de partir, arengó a sus tropas con estas palabras: «Soldados: estáis mal vestidos y mal alimentados. El gobierno os debe mucho. Grandes provincias y ciudades serán vuestras. Allí hallaréis gloria y riqueza». Por aquella época ganó el apodo de «Pequeño Cabo» en virtud de su buena relación con la tropa. Logró sacar a las fuerzas austriacas de Lombardía con su victoria en la batalla del puente de Arcole y derrotó al ejército de los Estados Pontificios. 
A raíz de la protesta del papa Pío VI por la ejecución del rey Luis XVI, Francia respondió anexionándose dos pequeños territorios papales. Sin embargo, Bonaparte desoyó las órdenes del Directorio de marchar contra Roma y destronar al papa. Un año después el general Berthier tomó Roma y apresó al papa, quien falleció por una enfermedad en su cautiverio. 
En 1797, Bonaparte, al mando del ejército, derrotó a cuatro generales austríacos cuyas tropas eran superiores en número y forzó a Austria a firmar un acuerdo de paz. El resultante Tratado de Campoformio dio a Francia el control de la mayor parte del norte de Italia, así como el de los Países Bajos y el área del Rin. Una cláusula secreta prometía otorgar Venecia a Austria. Bonaparte marchó contra Venecia, ocupándola y acabando con más de 1000 años de independencia. Ese año, organizó los territorios ocupados en Italia en lo que se conoció como la República Cisalpina.
Bonaparte logró absorber los conocimientos militares esenciales de su época y aplicarlos con éxito. Como planificador en el campo de batalla fue bien conocido por su creatividad en las tácticas de movilización de la artillería. Sin embargo su éxito no se debía solo a su carácter innovador, sino a su profundo conocimiento e inteligente aplicación de las tácticas militares convencionales. Como él decía: «He peleado en sesenta batallas y no he aprendido nada que no supiera anteriormente». Como oficial de artillería, desarrolló nuevas tácticas y empleó la artillería como una fuerza móvil para respaldar los ataques de la infantería, beneficiándose de la ventaja tecnológica de Francia en materia de armamento. Fue conocido como un comandante agresivo, que contaba con la lealtad de soldados muy motivados. Fue el primero que usó sistemas de telecomunicación, la llamada «línea Chappe de semáforos», implantada en 1792. Maestro del espionaje y el engaño, ganó batallas al conocer de antemano el movimiento enemigo.

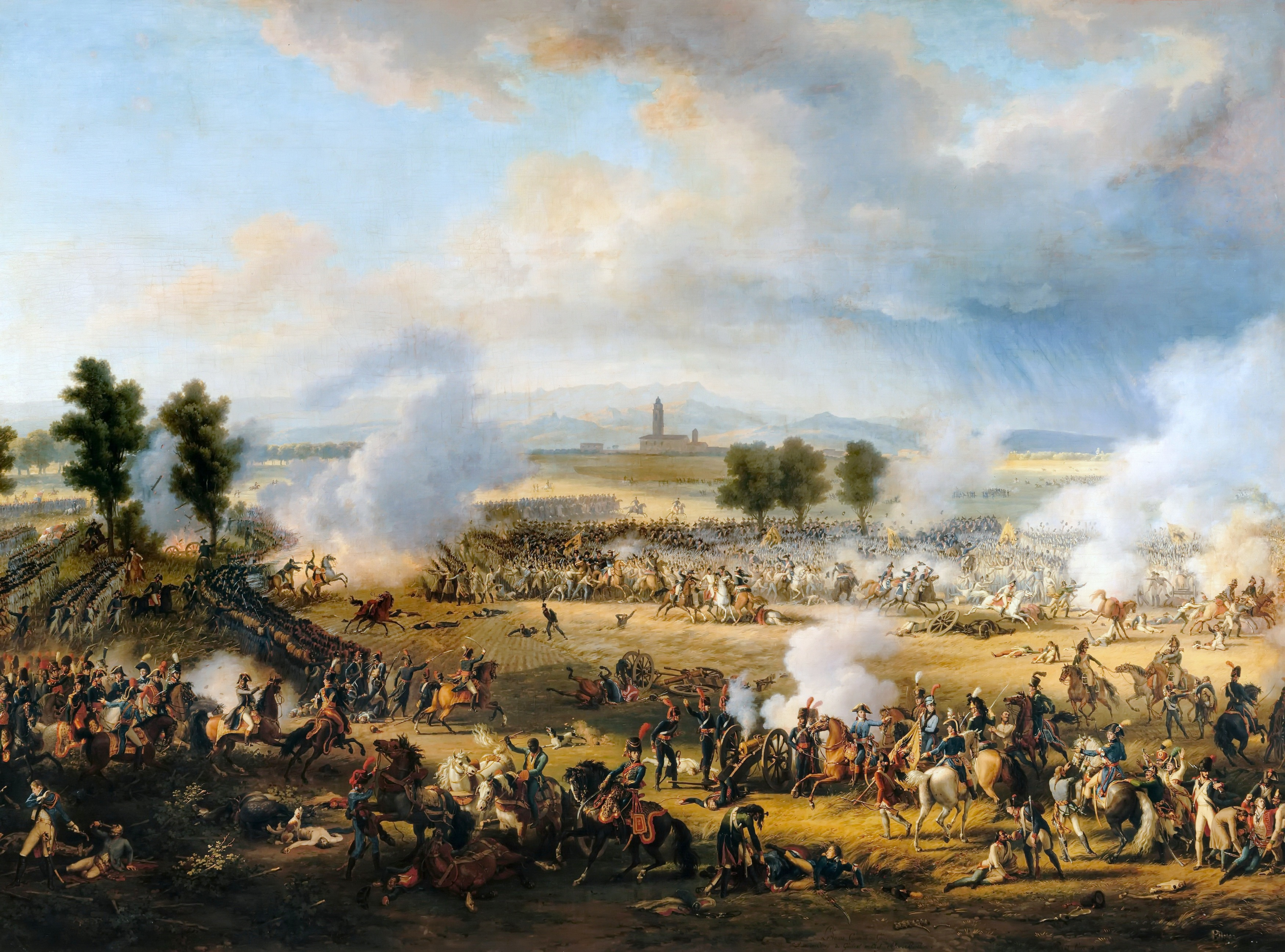
La batalla de Marengo, por Louis-François Lejeune (1802).

Durante su campaña de Italia, se convirtió en una figura influyente en la política francesa. Publicó dos periódicos para sus tropas, pero que circulaban también por Francia. En mayo de 1797 fundó un tercer periódico, publicado en París, Le Journal de Bonaparte et des hommes vertues. Las elecciones de 1797 dieron a los realistas mayor poder, lo que alarmó a Barras y sus aliados en el Directorio. Los monárquicos, por su parte, comenzaron a criticar a Bonaparte acusándole de haber saqueado Italia y de haberse excedido en su autoridad al negociar con Austria (todo era cierto). Bonaparte envió con prontitud al general Augereau a París para dar un golpe de Estado el 18 de fructidor (4 de septiembre), eliminando de la política a los realistas. Esto devolvió a Barras el control, pero ahora dependiendo de Bonaparte para permanecer en su cargo. Finalizadas sus negociaciones con Austria, Napoleón regresó a París en diciembre, fue recibido como un héroe conquistador y la fuerza dominante en el gobierno, mucho más popular que sus directores.

## Expedición a Egipto

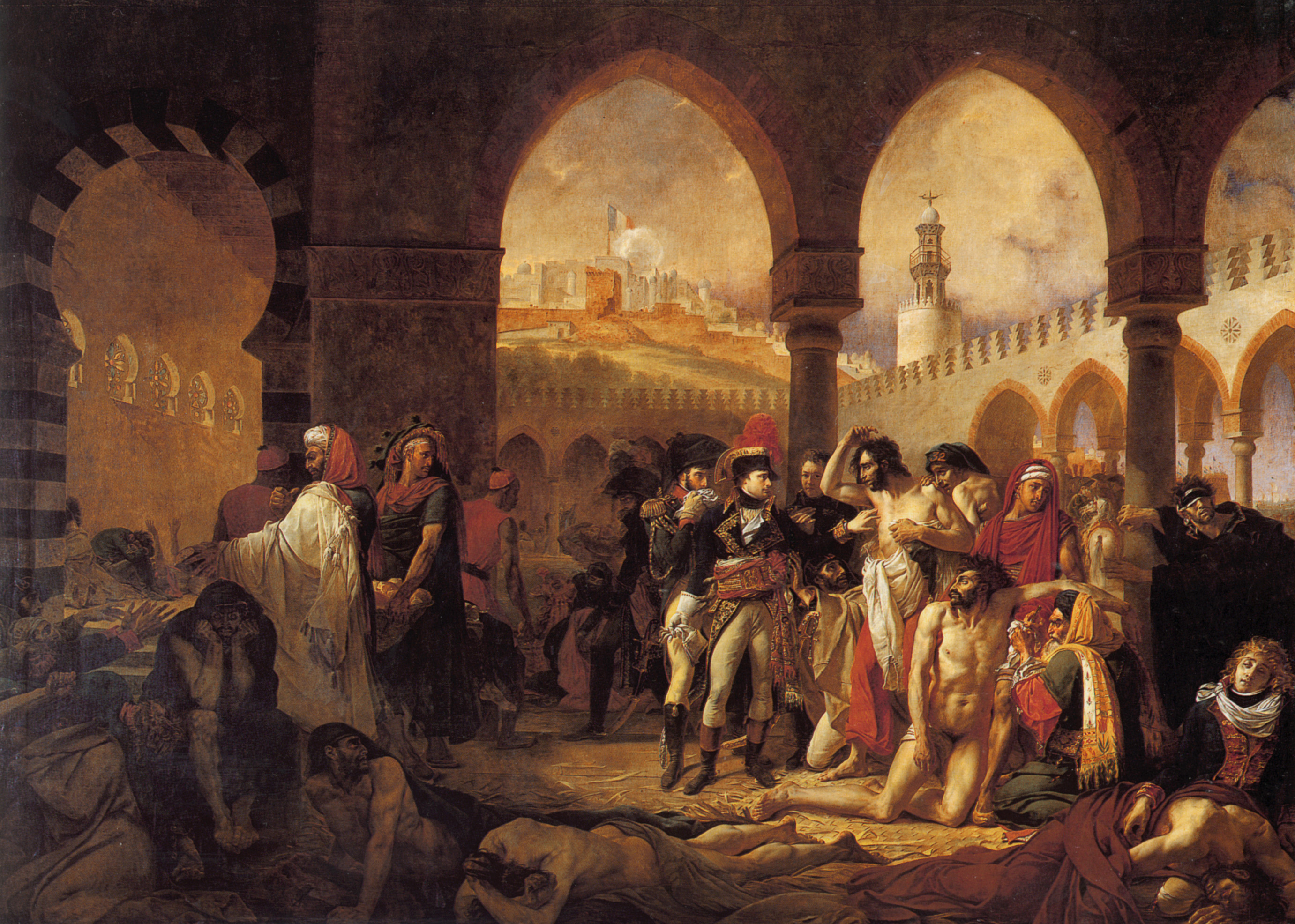
Napoleón visitando a los apestados de Jaffa, por Antoine-Jean Gros (1804).

En marzo de 1798 Bonaparte propuso llevar a cabo una expedición para colonizar Egipto, en aquel entonces una provincia otomana, con el objetivo de proteger los intereses comerciales franceses y cortar la ruta de Gran Bretaña a la India. El Directorio, aunque preocupado por el alcance y el coste de la expedición, aprobó la empresa dado que significaba sacar a Bonaparte del centro del poder.
El aspecto más inusual de dicha expedición es la inclusión de un buen número de científicos, lo cual, según algunos, reflejaba la devoción de Bonaparte por los principios e ideas entonces en boga de la Ilustración. Otros, sin embargo, lo vieron como una maniobra propagandística que solo buscaba ocultar las intenciones imperialistas de Napoleón. Bonaparte también emitió proclamas en las cuales se presentaba como liberador del pueblo egipcio, oprimido por el yugo otomano y alabando los preceptos del islam. Esta maniobra no fue exitosa dado que el pueblo egipcio siempre vio a los franceses como una fuerza de ocupación.
De camino a Egipto, la expedición conquistó a traición Malta el 9 de junio, expulsando a la Orden Hospitalaria. Desembarcó en Alejandría el 1 de julio de 1798, eludiendo de momento a la Armada británica. Aunque los franceses ganaron la decisiva batalla de las Pirámides (con 25 000 hombres enfrentados a 100 000 del enemigo), toda la flota francesa (a excepción de dos naves) fue destruida por el almirante Nelson en la batalla del Nilo. Con su ejército atrapado en Egipto, el objetivo de Bonaparte de fortalecer su presencia en el Mediterráneo se vio frustrado, si bien logró consolidar su poder en Egipto, no sin sofocar antes diversas revueltas populares. Ordenó que en Egipto la servidumbre y el feudalismo fuesen abolidos y los derechos básicos de los ciudadanos garantizados. Bonaparte fue llamado por los egipcios Sultán Kebir. La situación propició el desarrollo de importantes estudios sobre el antiguo Egipto, entre los que se destaca el descubrimiento de la Piedra de Rosetta.

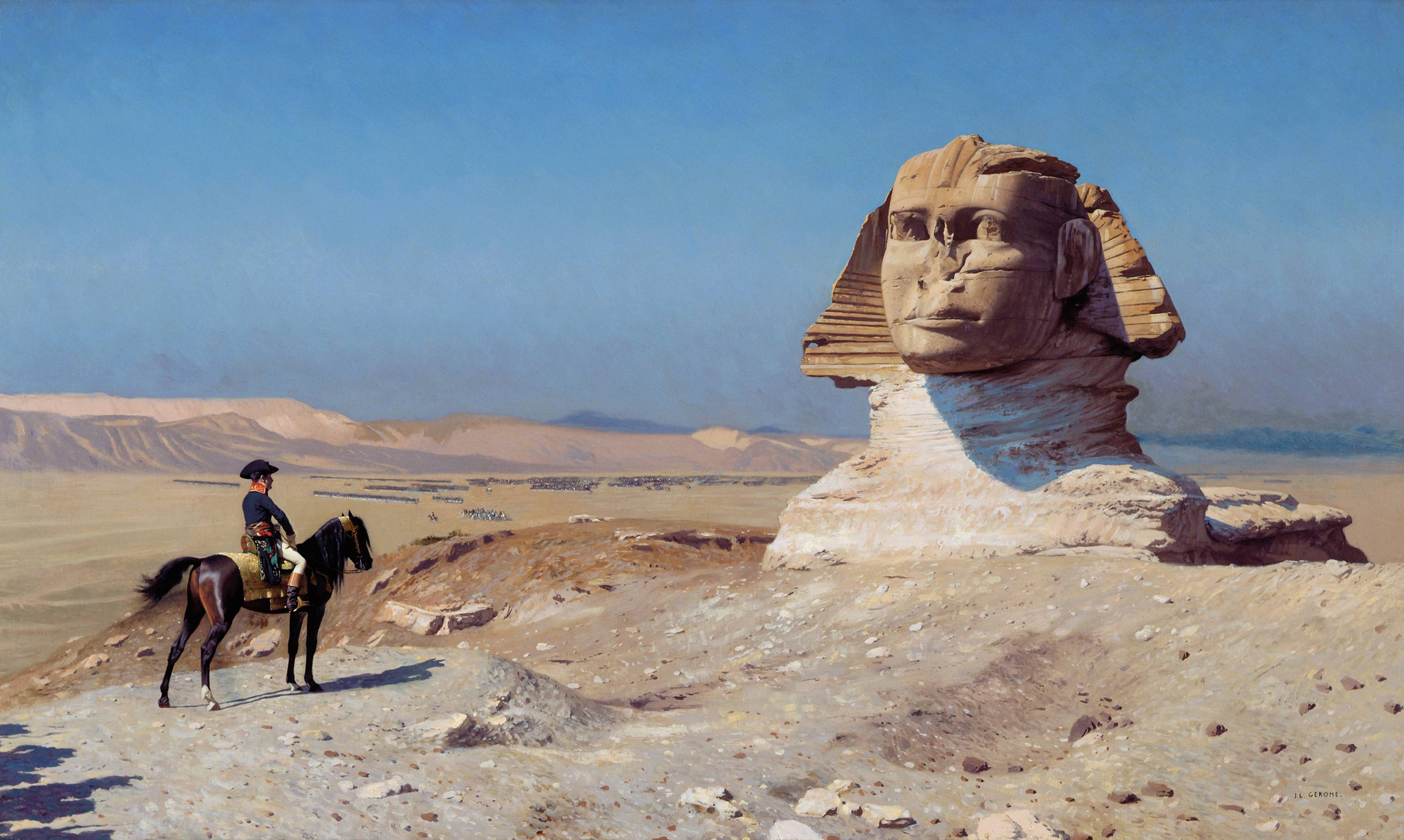
Bonaparte ante la esfinge, pintura de Jean-Léon Gérôme, c. 1868.

A comienzos de 1799 condujo al ejército francés sobre la provincia otomana de Siria y derrotó a las fuerzas superiores despachadas por la Sublime Puerta en diferentes batallas, pero su ejército sucumbió ante las plagas (en especial la peste bubónica) y la carencia de suministros. Napoleón dejó un contingente de 13 000 soldados para apoderarse de las ciudades costeras de Jaffa, El Harish, Gaza y Haifa.
El asalto de Jaffa fue brutal: Aunque los franceses se apoderaron de la ciudad tras unas pocas horas de combate, los soldados de la República asesinaron a bayonetazos a 2000 turcos de la guarnición que trataban de rendirse; se ensañaron durante tres días con la población civil, robaron y mataron a hombres, mujeres y niños. La matanza culminó cuando Bonaparte ordenó la ejecución de 3000 prisioneros turcos.
Con su ejército debilitado, e incapaz de tomar la fortaleza de Acre, Bonaparte se vio obligado a volver a Egipto en mayo de 1799. Con objeto de acelerar su marcha, los prisioneros fueron ejecutados y los enfermos abandonados a una muerte segura. De vuelta al país del Nilo, el 25 de julio derrotó a los otomanos en su intento de desembarco en Abukir. Con la situación en Egipto estancada y la cada vez mayor inestabilidad en Francia, Bonaparte abandonó el país en una goleta rumbo a Francia, dejando al mando al general Kléber.

## La Francia napoleónica

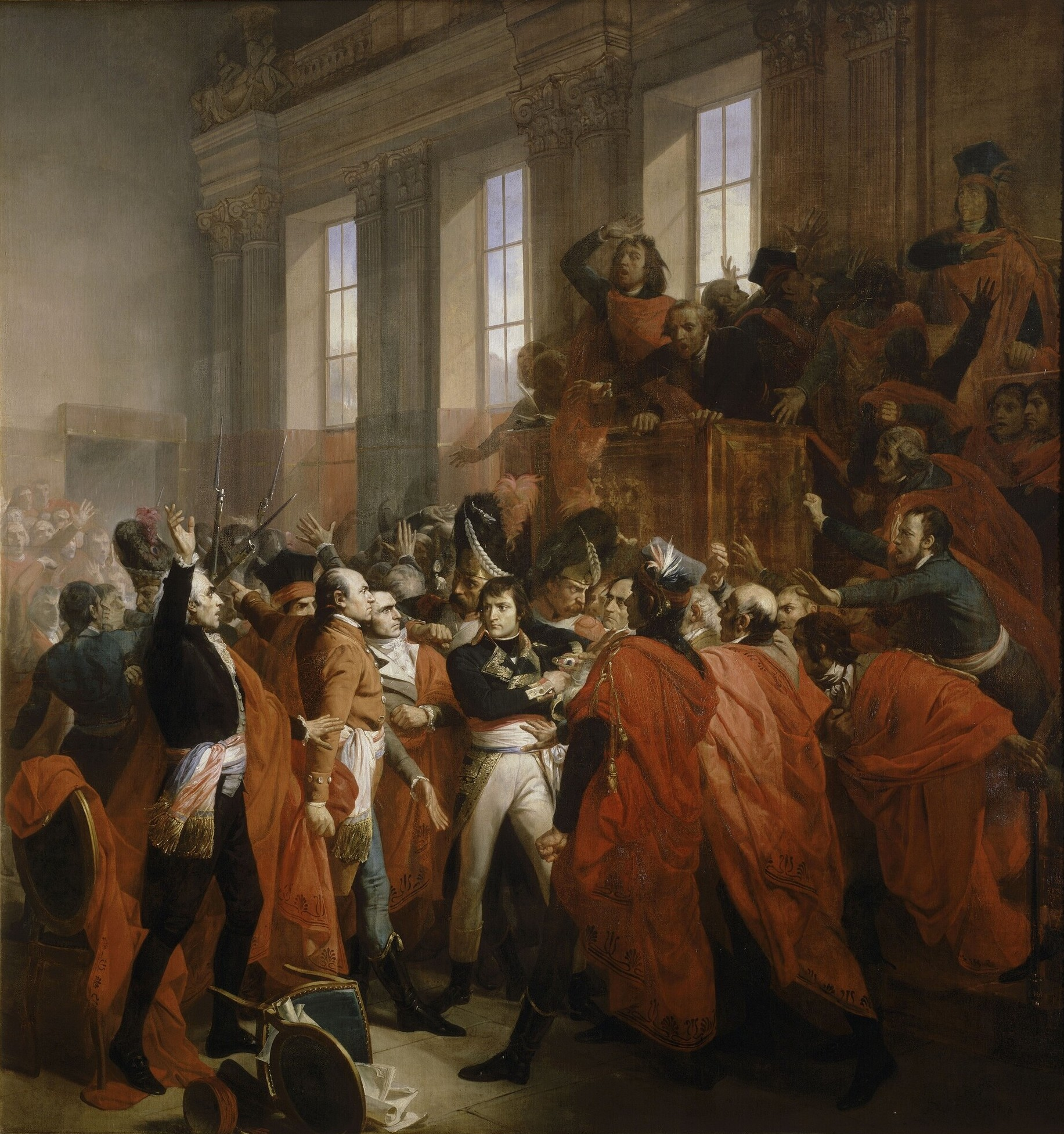
Napoleón abucheado en el Consejo de los Quinientos, con motivo del golpe de Estado del 18 de brumario, pintura de Bouchot.

### Periodo revolucionario

#### Golpe de Estado del 18 de brumario
Durante su estancia en Egipto, Bonaparte siguió de cerca los asuntos europeos, obteniendo información de los periódicos y despachos que le llegaban cada tanto. El 23 de agosto de 1799, aprovechó una relajación temporal del bloqueo a los puertos franceses por parte de la flota británica y embarcó hacia Francia.
Aunque luego fue acusado por sus oponentes políticos de abandonar a sus tropas, su partida había sido autorizada por el Directorio, que había sufrido una serie de derrotas militares contra las fuerzas de la Segunda Coalición, formada por la alianza de Gran Bretaña con Austria, Rusia, Nápoles y Portugal, y que temían una inminente invasión.
Cuando llegó a París en octubre, la situación militar había mejorado tras varias victorias sobre el enemigo. La República, sin embargo, estaba en bancarrota y el Directorio, corrupto e ineficiente, estaba en su nivel más bajo de popularidad.
Uno de los directores, Sieyes, pidió a Bonaparte su respaldo para ejecutar un golpe de Estado contra la Constitución existente. La trama involucraba también al hermano de Bonaparte, Lucien, quien se desempeñaba como cabeza del Consejo de los Quinientos, a otro director, Roger Ducos, y a Talleyrand. El 9 de noviembre (18 de brumario) y también durante el día siguiente, tropas dirigidas por Napoleón tomaron el control y dispersaron a los consejos legislativos, de forma que Bonaparte, Sieyes y Ducos quedaron como cónsules provisionales que regirían al gobierno. Si bien Sieyes pretendía dominar el nuevo régimen, Bonaparte se le adelantó, redactando la Constitución del Año VIII, lo que aseguraba su elección como primer cónsul. Esto le convirtió en la persona más poderosa de Francia, poder que se incrementaría en la Constitución del Año X, cuando logró nombrarse primer cónsul vitalicio.

### Consulado

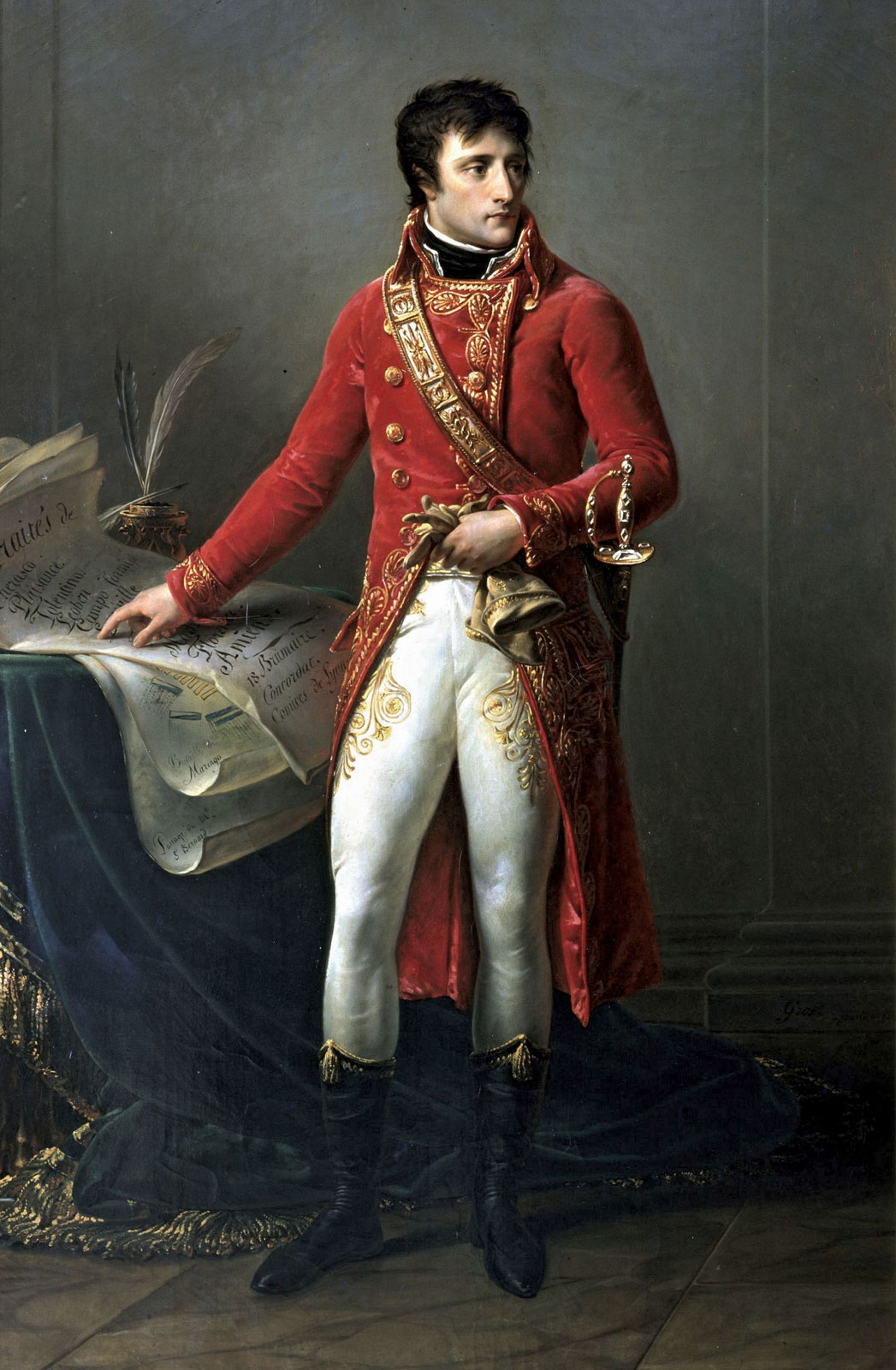
Napoleón como primer cónsul, por Antoine-Jean Gros (1802).

Bonaparte instituyó diversas e importantes reformas, incluyendo la centralización de la administración de los departamentos, la educación superior, un nuevo código tributario, un banco central, nuevas leyes y un sistema de carreteras y cloacas. En 1801 negoció con la Santa Sede un Concordato, buscando la reconciliación entre el pueblo católico y su régimen.
Durante 1804 se dictó el Code civil des Français, también conocido como Código Napoleónico, que consistió en la redacción de un cuerpo único que unificara las leyes civiles francesas. El Código fue preparado por comités de expertos legales bajo la supervisión de Jean Jacques Régis de Cambacérès, quien ejerció como segundo cónsul desde 1799 a 1804; Bonaparte, sin embargo, participaba en las sesiones del Consejo de Estado, donde se revisaban las propuestas de leyes. Este código influyó de manera trascendental en el mundo jurídico, y fue la piedra angular del proceso de codificación. 
Otras normas dictadas durante la regencia de Napoleón fueron el Código Penal de 1810 y el Código de Comercio de 1807. En 1808 fue promulgado el Código de Instrucción Criminal, que establecía reglas y procedimientos judiciales precisos en esta materia. Si bien los estándares modernos consideran que dichos procedimientos favorecían a la parte acusadora, cuando fueron promulgados era intención de los legisladores resguardar las libertades personales y remediar los abusos en los tribunales europeos. Aunque Bonaparte era un regente autoritario, la mayoría de Europa estaba gobernada por monarquías absolutas. Bonaparte trató de restaurar la ley y el orden después de los excesos causados por la Revolución, al tiempo que reformaba la administración del Estado.

#### Interludio de paz

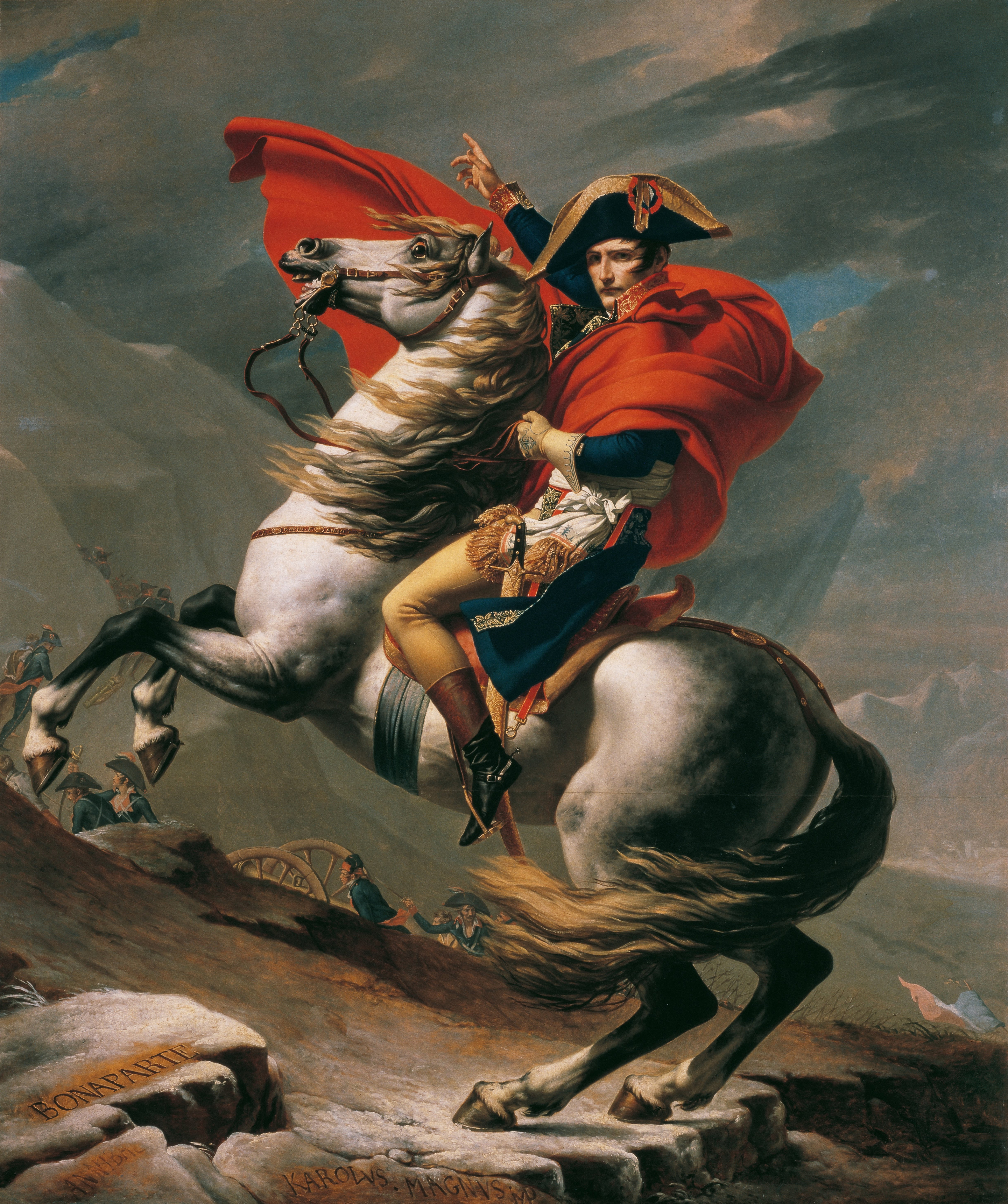
Napoleón cruzando los Alpes, obra de Jacques-Louis David.

En 1800 Bonaparte regresó a Italia, que había sido reconquistada por Austria durante su ausencia en Egipto. Cruzó con sus tropas los Alpes en primavera (si bien cabalgaba sobre una mula, y no en el caballo con el que lo pintó David). Al principio la campaña no fue muy bien, pero más adelante propinó una rotunda derrota a los austríacos, la cual llevó a la firma de un armisticio. El hermano de Napoleón, José, principal negociador del armisticio, reportó que debido a la alianza entre Austria y Gran Bretaña, Austria no podía reconocer ningún territorio conquistado por Francia. Las negociaciones se volvieron más y más erráticas hasta que Bonaparte ordenó al general Moreau atacar a Austria nuevamente. Moreau llevó al ejército francés a la victoria de Hohenlinden y finalmente el armisticio fue firmado en Lunéville en febrero de 1801, bajo el cual se reafirmaba a Francia su dominio sobre los territorios ocupados en el Tratado de Campoformio. Los británicos también firmaron un acuerdo de paz mediante el Tratado de Amiens en marzo de 1802, por el cual Malta pasó a ser territorio francés.
El Concordato de 1801 con el papa Pío VII puso fin al enfrentamiento con la Iglesia católica originado por el inicio de la Revolución. Además, para afianzar la relación entre ambos Estados, pidió un legado papal a Roma, puesto que recaería en el cardenal italiano Giovanni Battista Caprara.
La paz entre Francia y Gran Bretaña era muy precaria. Las monarquías legítimas de Europa se mostraban renuentes a reconocer a la república, temiendo que la idea de la revolución fuera exportada a sus países. En Gran Bretaña, el hermano de Luis XVI fue recibido con honores de huésped de Estado a pesar de que los británicos ya habían reconocido a la república francesa. Por otra parte, Gran Bretaña no había desocupado ni Malta ni Egipto, como había prometido y protestó contra la anexión de Piamonte y el Acto de Mediación de Suiza, si bien ninguna de estas áreas estaba contemplada en el Tratado de Amiens.
En 1803, el ejército de Bonaparte fue derrotado en Santo Domingo, combinándose la fiebre amarilla con la tenaz resistencia de Toussaint Louverture. Ante el escenario de indefensión de las posesiones francesas en Norteamérica, Napoleón decide la venta de Luisiana, un territorio de aproximadamente dos millones de km² que, habiendo pertenecido por cesión de Francia a la España borbónica en 1765, era ahora recabado por Francia en decisión unilateral. Estados Unidos buscaba, por su parte, la manera de controlar la navegación sobre el río Misisipi. La compra de la Luisiana fue uno de los sucesos más significativos que tuvieron lugar durante el gobierno napoleónico, aun cuando en su momento pasó relativamente inadvertido. El precio establecido fue de 7,40 $ por km².

La coronación de Napoleón, por Jacques-Louis David.

En el año X (1802), otra constitución dictada por Napoleón otorgó carácter vitalicio a su consulado y sirvió como preámbulo para su autoproclamación como monarca del Primer imperio francés. Apoyado por buena parte de la aristocracia, en una ceremonia realizada en la catedral Notre Dame de París, y ante la presencia del papa Pío VII, Napoleón se coronó a sí mismo, lo cual dio origen a la creencia popular de que ese acto fue una demostración de negación a la autoridad pontificia, lo cual no es cierto. La ceremonia estaba acordada con el papa en forma anticipada, aunque se avisó al papa del acto de la autocoronación según se acercaba a la ceremonia.
Napoleón reorganizó la administración del Estado y el sistema judicial, tipificó la legislación civil francesa con el Código Napoleónico y con otros seis códigos que garantizaban los derechos y libertades conquistados durante el período revolucionario, así como la igualdad ante la ley y la libertad de culto. También sometió las escuelas a un control centralizado.
El famoso y temperamental compositor alemán Ludwig van Beethoven estaba entre las personalidades de aquel tiempo que admiraban a Napoleón por lo que simbolizaba políticamente: los ideales democráticos y republicanos de la Revolución francesa. Al parecer por una sugerencia del embajador francés en Viena, Jean-Baptiste Bernadotte, comenzó a componer su Tercera sinfonía, que titularía Eroica ('Heroica', en italiano). Sin embargo, con la autocoronación de Napoleón, Beethoven se decepcionó y le retiró la dedicatoria colocando como subtítulo: Sinfonia eroica, composta per festeggiare il sovvenire d'un grand'uomo (Sinfonía heroica, compuesta para festejar el recuerdo de un gran hombre).

### Imperio

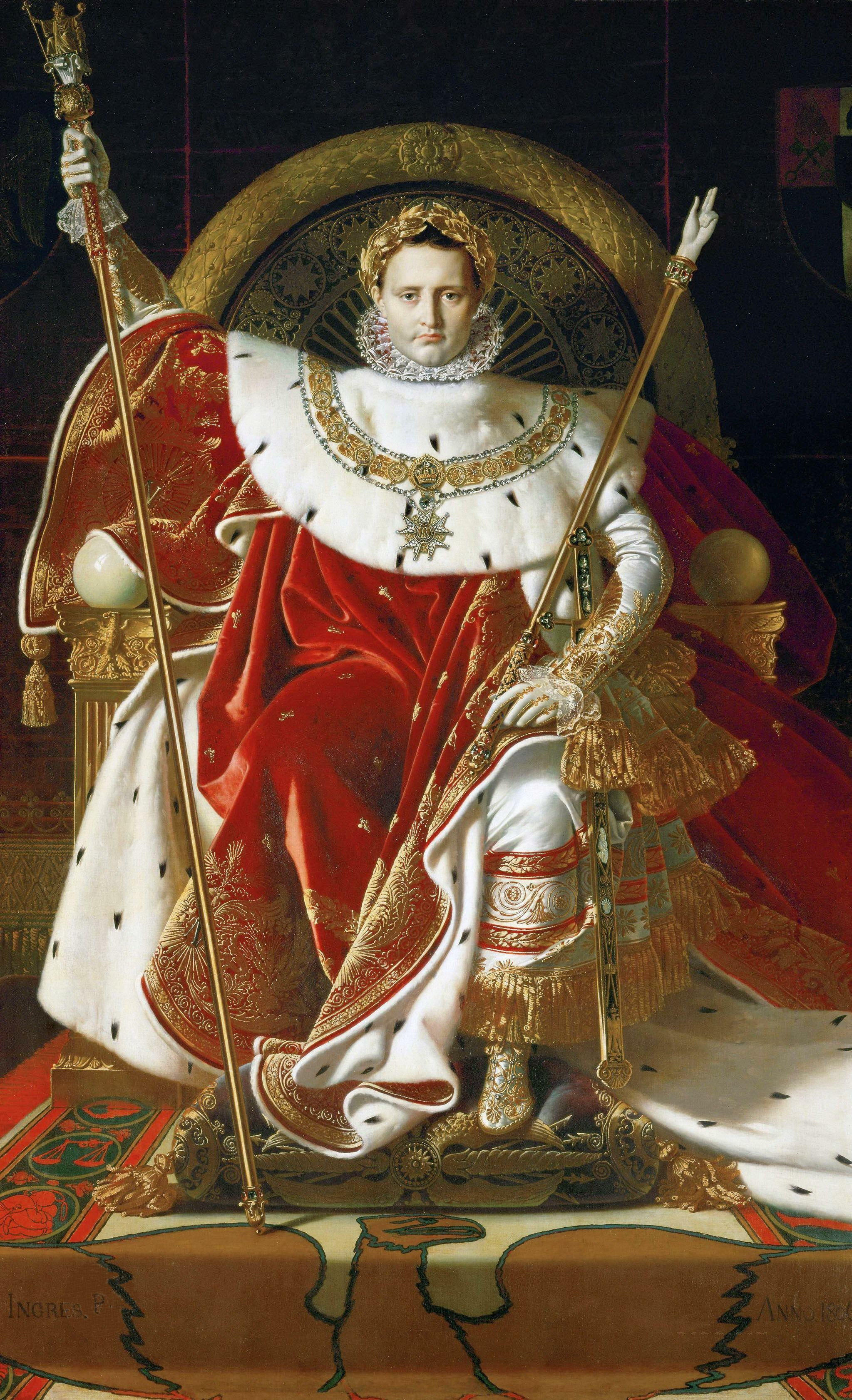
Napoleón en su trono imperial, por Jean Auguste Dominique Ingres, 1806.

El imperio de Napoleón hacia el año 1811.

#### Fundación del Imperio
Con la esperanza de consolidar su puesto, Fouché le sugirió a Bonaparte que la mejor forma de apaciguar conspiraciones sería transformar el consulado vitalicio en un imperio hereditario, el cual, dado que tendría un heredero, quitaría toda esperanza de cambiar el régimen por asesinato. Bonaparte acoge la sugerencia y el 18 de mayo de 1804 se proclama emperador.

#### Guerras de conquista

##### Guerra contra Reino Unido
A pesar de que el emperador procuraba la paz interna y externa, enviando cartas con proposiciones de paz a los gobiernos que habían conformado la Coalición, estaba claro que el Reino Unido no deseaba la paz (a menos que fuera bajo sus propios términos). Tras el interludio de paz de Amiens, a partir de 1805 empezaría la fase más intensa de las guerras napoleónicas —que culminaría en 1815—. En este periodo los monarcas europeos no se cansarían de hacer la guerra al Imperio francés por varias razones:
- Los nexos de familia que tenían Austria y España con la derrocada dinastía de Borbón.
- El temor (no muy fundamentado) que les inspiraba la figura del general Bonaparte, capaz de destruir grandes ejércitos en días.
- Los generosos sobornos económicos que ofrecía Gran Bretaña a Europa a cambio de que aportaran sus soldados para la cruzada antinapoleónica.
- La rivalidad comercial-militar entre los británicos y franceses.

Contra la voluntad de todo el continente, la Gran Bretaña reanudó la guerra naval con Francia en abril de 1803. Hasta 1805 Napoleón solo tuvo que batallar contra los británicos. En este año, Rusia, Suecia, Austria y Nápoles se unieron a Gran Bretaña en la antifrancesa Tercera Coalición.
Para atacar a Gran Bretaña, el problema era el mismo de 1798: para cruzar el canal de la Mancha, los franceses tenían que tomar el control del mar.

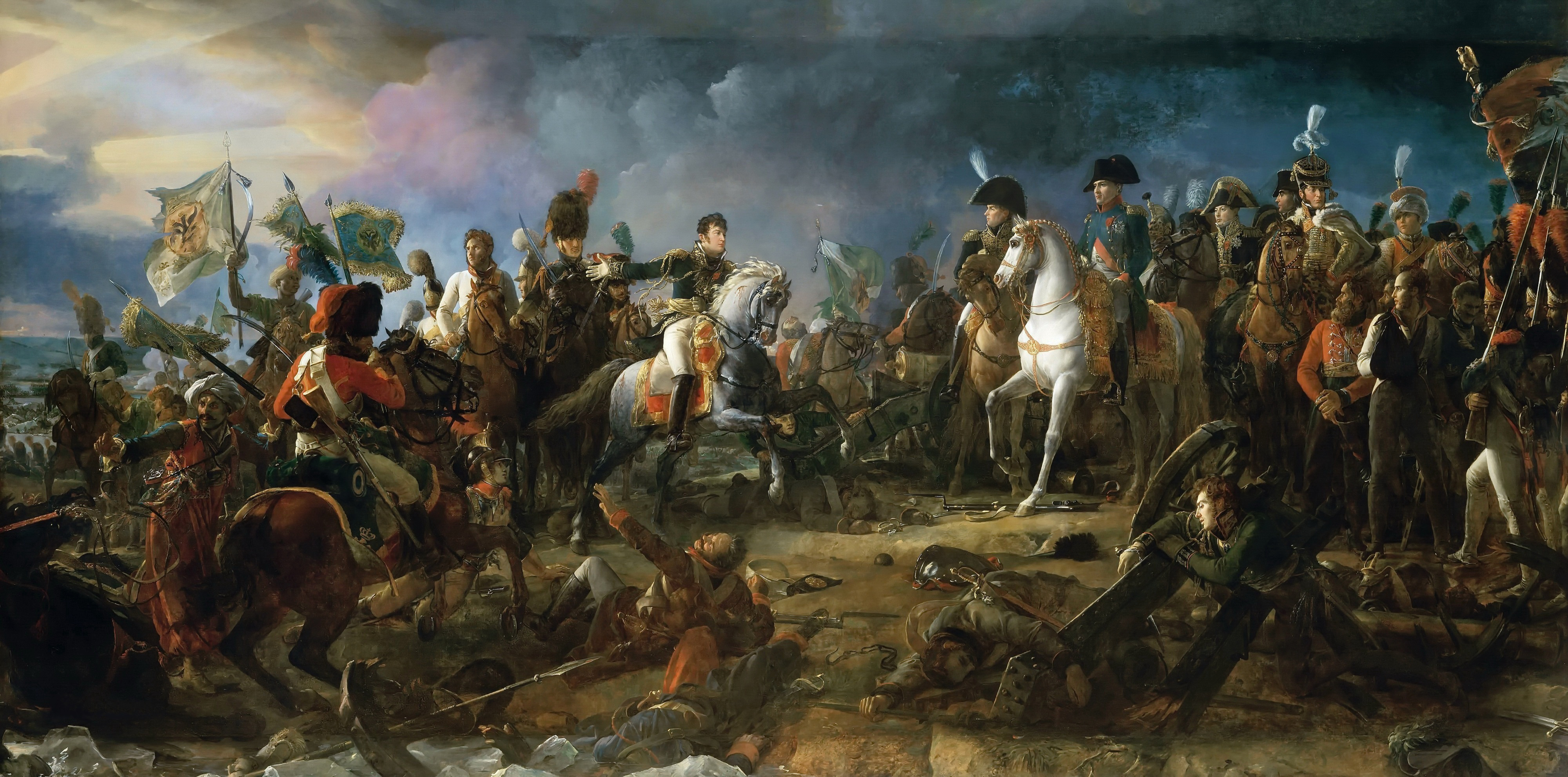
Napoleón en la batalla de Austerlitz, por François Gérard (1805).

Napoleón descartó su plan de invadir Gran Bretaña, que consistía en un ataque de 2000 navíos entre Brest y Amberes y la concentración de su Grande Armée en el campo de Boulogne (1803).
Muy inferior a la Marina británica, la flota francesa necesitaba la ayuda de los españoles; e incluso unidas las dos flotas no podían esperar derrotar más de uno de los escuadrones británicos. España fue obligada a declarar la guerra a Gran Bretaña en diciembre de 1804 y se decidió que los escuadrones españoles y franceses concentrados en las Antillas como señuelo pusieran una trampa, atrayendo así a un escuadrón británico a estas aguas con el fin de equilibrar las fuerzas entre el navío franco-español y el británico. Entonces se podría librar una batalla en la entrada al canal con posibilidades de éxito.
El plan falló tras la dramática derrota naval de Trafalgar, donde la flota británica mandada por el almirante Nelson destruyó gran parte de las flotas de Francia y España.
Napoleón dirigió entonces, sorpresivamente, a sus ejércitos contra las fuerzas austriacas que ocupaban Baviera, a las que derrotó en la batalla de Ulm. Siguiendo su avance hacia el encuentro con el ejército ruso, despedazó a los coaligados en la batalla de Austerlitz el 2 de diciembre de 1805.

##### Expansión hacia el este

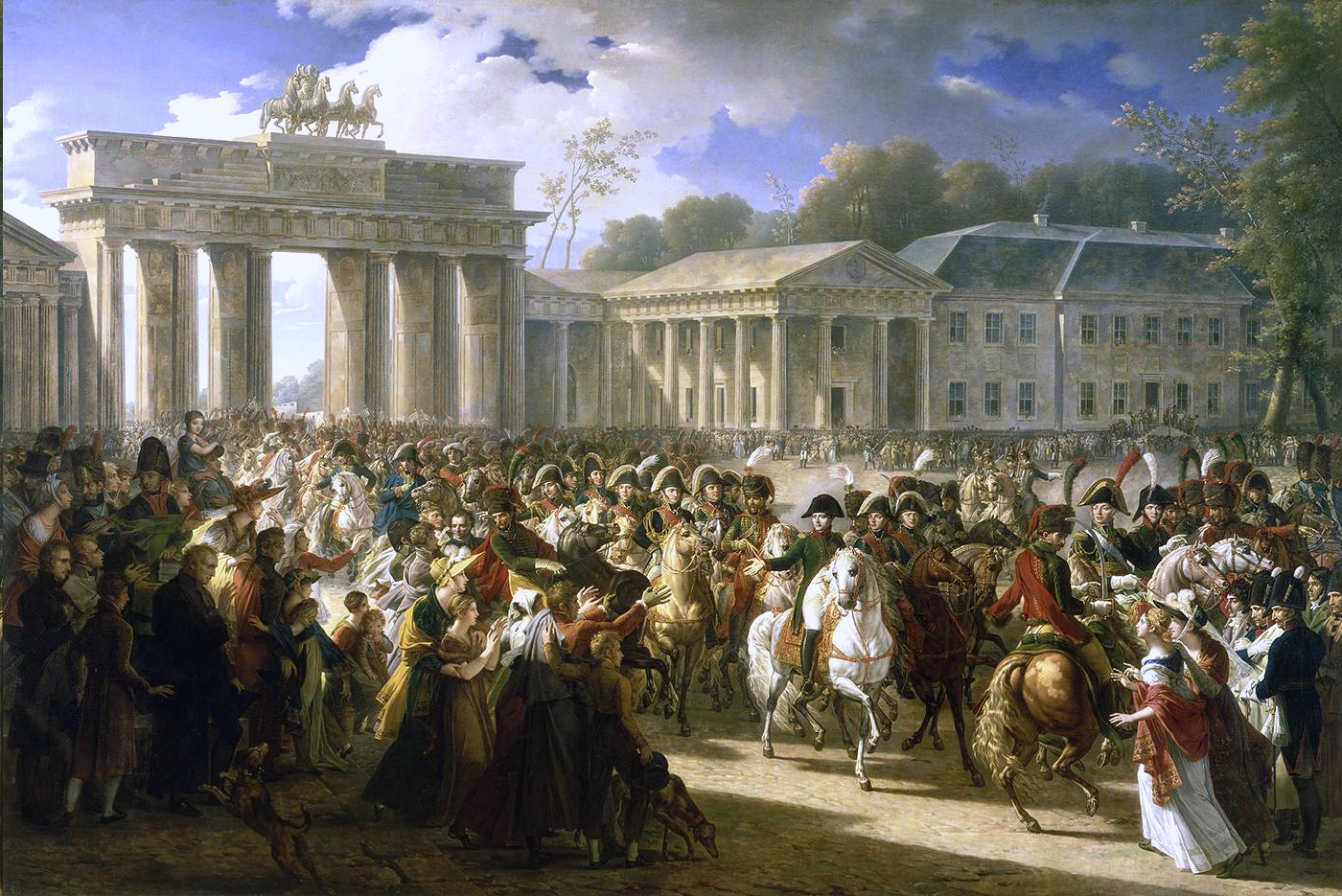
Napoleón entrando en Berlín, por Charles Meynier (1810).

Napoleón conquistó el reino de Nápoles en 1806 y nombró rey a su hermano mayor, José; se autoproclamó rey de Italia (1805), desintegró las Provincias Unidas, que en 1795 había constituido como República de Batavia, y fundó el Reino de Países Bajos, al frente del cual situó a su hermano Luis, y estableció la Confederación del Rin, que agrupaba a la mayoría de los estados alemanes y que quedó bajo su protección.
Prusia y Rusia forjaron una nueva alianza (Cuarta Coalición) y atacaron a la Confederación. Napoleón derrotó al ejército prusiano en Jena y Auerstädt (1806) y al ruso en Friedland. En julio de 1807 estableció el Tratado de Tilsit con el zar Alejandro I, por el que se redujo el territorio de Prusia. Además, Westfalia, gobernado por su hermano Jerónimo, y el Gran Ducado de Varsovia, entre otros estados, pasaron a formar parte del Imperio.

##### Ocupación de España

El tres de mayo de 1808 en Madrid, por Francisco de Goya (1813-1814).

No habiendo podido vencer a los británicos militarmente, Napoleón impuso el bloqueo sobre las mercancías británicas con el propósito de arruinar su comercio. Portugal fue una de las naciones que no se plegó al bloqueo, razón por la cual Napoleón buscó una alianza con España para invadir a Portugal. Debido a la debilidad militar española en el momento y tras la pérdida de su armada en la batalla de Trafalgar, se firmó el tratado de Fontainebleau, en el que se permitía a Napoleón entrar en España con su ejército para derrotar a Portugal y cerrar las rutas comerciales británicas. Tras cruzar la frontera española y ocupar la capital portuguesa, sus tropas ocuparon varias ciudades españolas, lo que generó una rebelión popular que inició la guerra de Independencia española entre las tropas francesas y las españolas, en las que tuvo un papel fundamental la lucha de guerrillas.
Napoleón decidió incluir a España en su imperio y nombró rey de ese país a su hermano José en el trono de España, dejando Nápoles como una monarquía manejada por su cuñado, Joachim Murat. Tras la primera derrota importante de sus fuerzas en la batalla de Bailén, el mismo Napoleón comandó las fuerzas que invadieron España y derrotaron al ejército de este país; luego también derrotó al ejército británico que vino en ayuda de España.
Este conflicto supuso un gran desgaste humano (se ha estimado en 300.000 bajas) y económico para Francia. Se calcula que el 10% de las bajas tanto del lado español como el francés ocurrieron durante los dos sitios a la ciudad de Zaragoza, entre el 15 de junio de 1808 y el 21 de febrero de 1809.

##### Europa Central

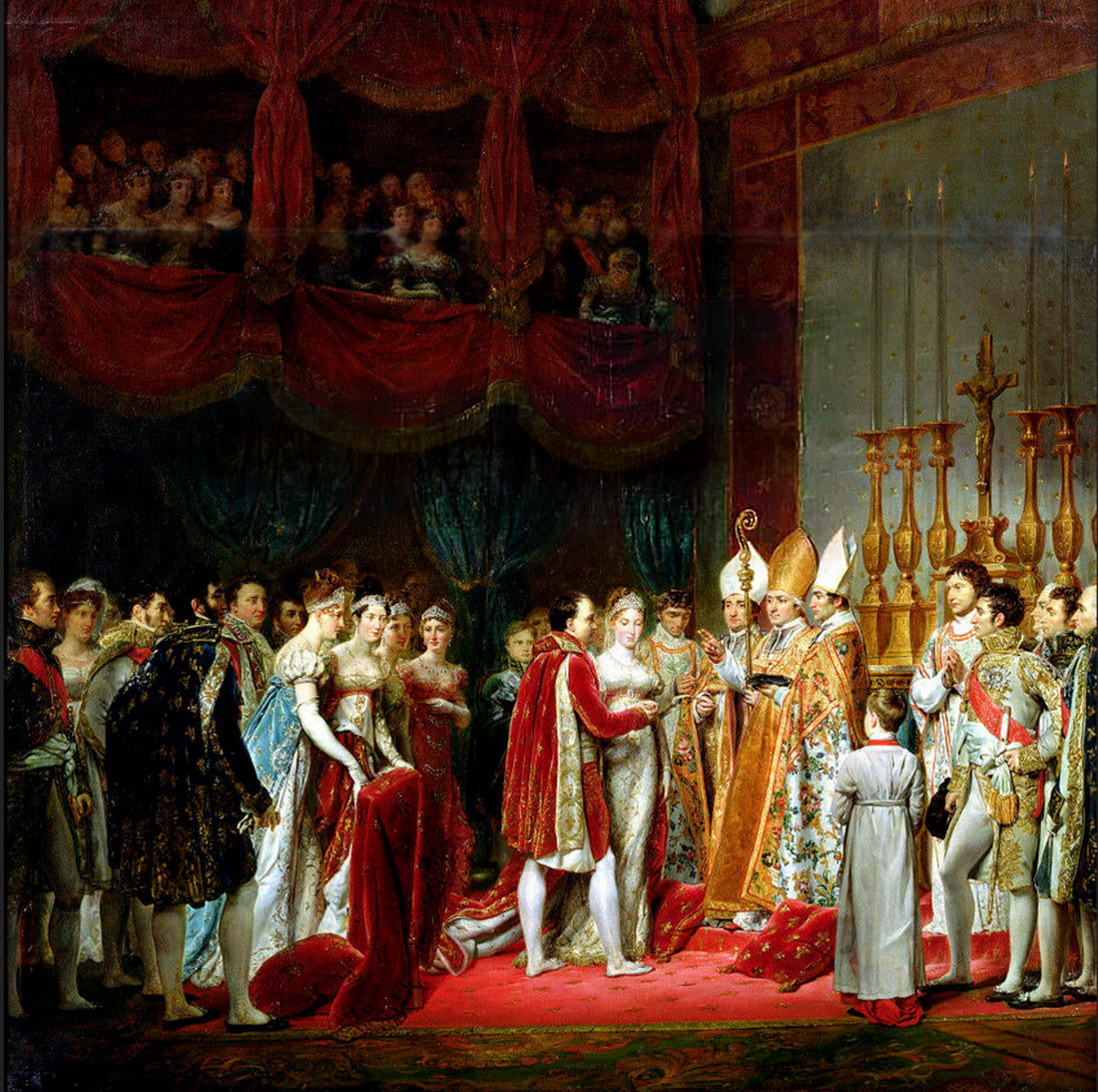
Matrimonio de Napoleón y María Luisa de Austria.

Por otra parte, Austria rompió el pacto con Francia y Napoleón se vio obligado a comandar sus fuerzas en los frentes del Danubio y Alemania. En la batalla de Aspern-Essling (21 y 22 de mayo de 1809), cerca de Viena, Napoleón estuvo a punto de perder su ejército, sin que el enemigo tampoco lograra un triunfo. Tras una tregua de casi dos meses, nuevamente se enfrentaron ambos ejércitos, pero esta vez el ejército francés derrotó al austríaco en la batalla de Wagram, el 6 de julio de 1809.
Tras este triunfo, Francia convirtió los territorios conquistados en las provincias ilirias (en la actualidad parte de Eslovenia, Croacia, Bosnia-Herzegovina, Serbia y Montenegro) y conquistó los Estados pontificios. Tras aliarse nuevamente con Austria, Napoleón contrajo matrimonio con María Luisa de Habsburgo-Lorena, hija del monarca austríaco, Francisco I de Austria, perteneciente a la casa de Habsburgo, una vez repudiada Josefina al no poder darle un heredero. Con este enlace vinculaba su dinastía a la más antigua de las casas reales de Europa, con la esperanza de que su hijo, nacido en 1811 y al que otorgó el título de rey de Roma como heredero del Imperio, fuera mejor aceptado por las monarquías reinantes.
El Imperio alcanzó su máxima amplitud en 1810 con la incorporación de Bremen, Lübeck y otros territorios del norte de Alemania, así como con el reino de Países Bajos, después de obligar a abdicar a su hermano, que había adoptado el título de Luis I Bonaparte.

## Reformas

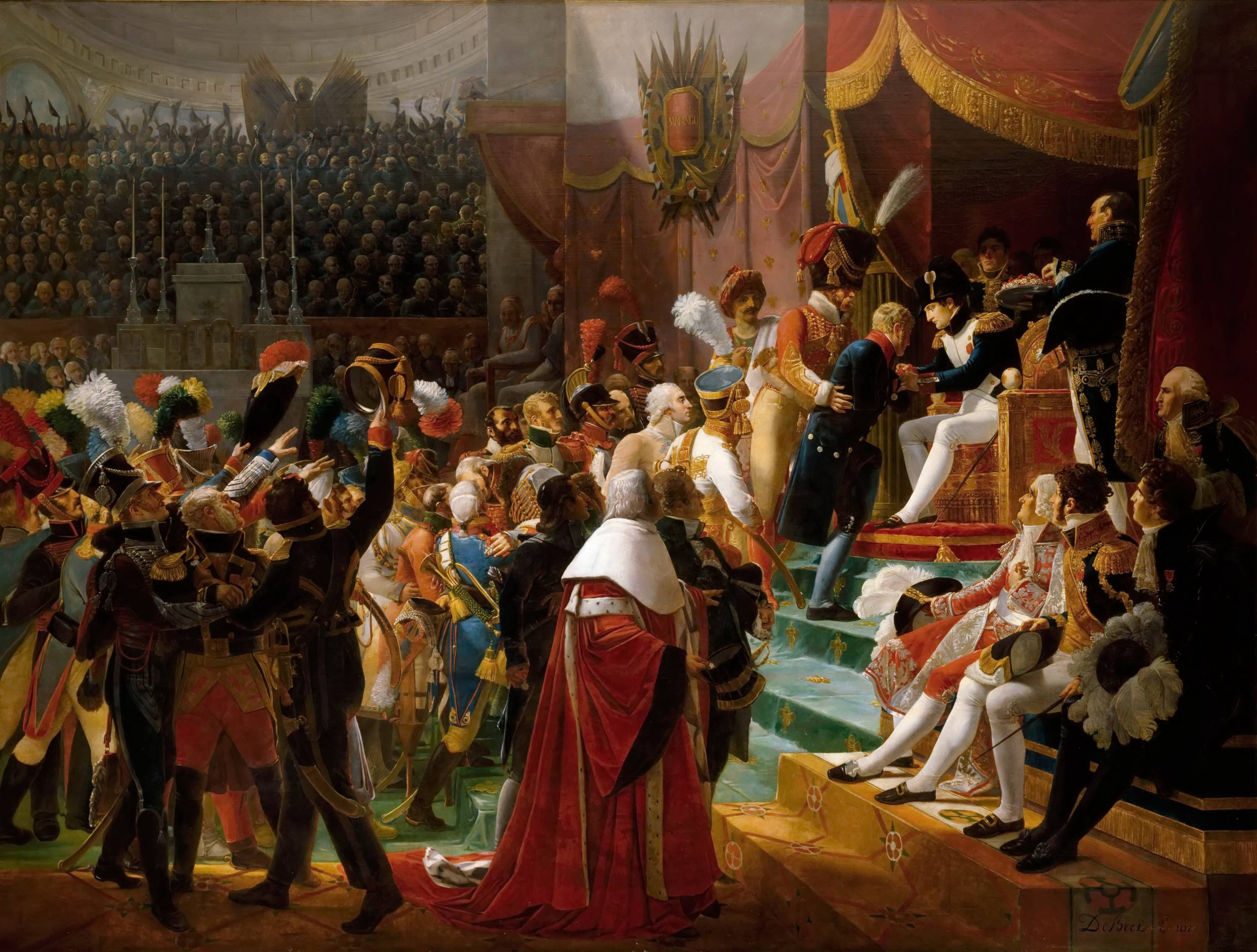
Primera entrega de la Legión de Honor, 15 de julio de 1804, en Saint-Louis des Invalides, por Jean-Baptiste Debret (1812)

Napoleón instituyó varias reformas, como la educación superior, un código fiscal, sistemas de carreteras y alcantarillado. Negoció el Concordato de 1801 con la Iglesia católica, que pretendía reconciliar a la población mayoritariamente católica con su régimen. Fue presentado junto con los Artículos Orgánicos, que regulaban el culto público en Francia. Disolvió el Sacro Imperio Romano Germánico antes de la unificación de Alemania, que tuvo lugar más tarde en el siglo XIX. La venta del territorio de Luisiana a Estados Unidos duplicó el tamaño de este país.
En mayo de 1802, instituyó la Legión de Honor, sustituta de las antiguas condecoraciones monárquicas y órdenes de caballería, para alentar los logros civiles y militares; la orden sigue siendo la condecoración más importante de Francia.

### Código Napoleónico

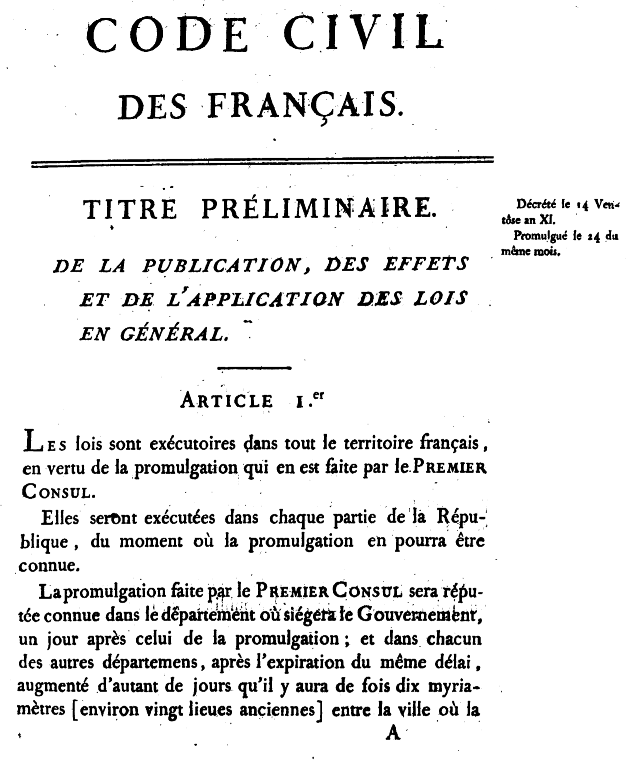
Primera página de la edición original de 1804 del Código Civil

El conjunto de leyes civiles de Napoleón, el Código Civil -ahora conocido a menudo como Código Napoleónico- fue elaborado por comités de juristas bajo la supervisión de Jean Jacques Régis de Cambacérès, el Segundo Cónsul. Napoleón participó activamente en las sesiones del Consejo de Estado que revisaron los borradores. La elaboración del código supuso un cambio fundamental en la naturaleza del sistema jurídico de derecho civil, con su énfasis en una ley claramente redactada y accesible. Napoleón encargó otros códigos ("Les cinq codes") para codificar el derecho penal y mercantil; se publicó un Código de Instrucción Criminal que promulgaba las normas de las garantías procesales.
El código napoleónico fue adoptado en gran parte de Europa continental, aunque sólo en las tierras que conquistó, y siguió en vigor tras la derrota de Napoleón. Napoleón dijo: "Mi verdadera gloria no es haber ganado cuarenta batallas (...) Waterloo borrará el recuerdo de tantas victorias. (...) Pero (...) lo que vivirá para siempre, es mi Código Civil". El Código influye en una cuarta parte de las jurisdicciones del mundo, como las de Europa continental, América y África.
Dieter Langewiesche describió el Código como un "proyecto revolucionario" que impulsó el desarrollo de la sociedad burguesa en Alemania mediante la extensión del derecho de propiedad y una aceleración hacia el fin del feudalismo. Napoleón reorganizó lo que había sido el Sacro Imperio Romano Germánico, formado por unos trescientos Kleinstaaterei, en una más racionalizada Confederación del Rin de cuarenta estados; esto ayudó a promover la Confederación Alemana y la unificación de Alemania en 1871.
El movimiento hacia la unificación italiana fue precipitado de forma similar por el dominio napoleónico. Estos cambios contribuyeron al desarrollo del nacionalismo y del Estado-nación.
Napoleón acabó directamente con los restos del feudalismo en gran parte de Europa continental occidental. Liberalizó las leyes de propiedad, puso fin a las cuotas señoriales, abolió el gremio de comerciantes y artesanos para facilitar el espíritu empresarial, cerró los guetos judíos e hizo a los judíos iguales a todos los demás. La Inquisición terminó al igual que el Sacro Imperio Romano Germánico. El poder de los tribunales eclesiásticos y de la autoridad religiosa se redujo drásticamente y se proclamó la igualdad ante la ley para todos los hombres.

### Sistema métrico

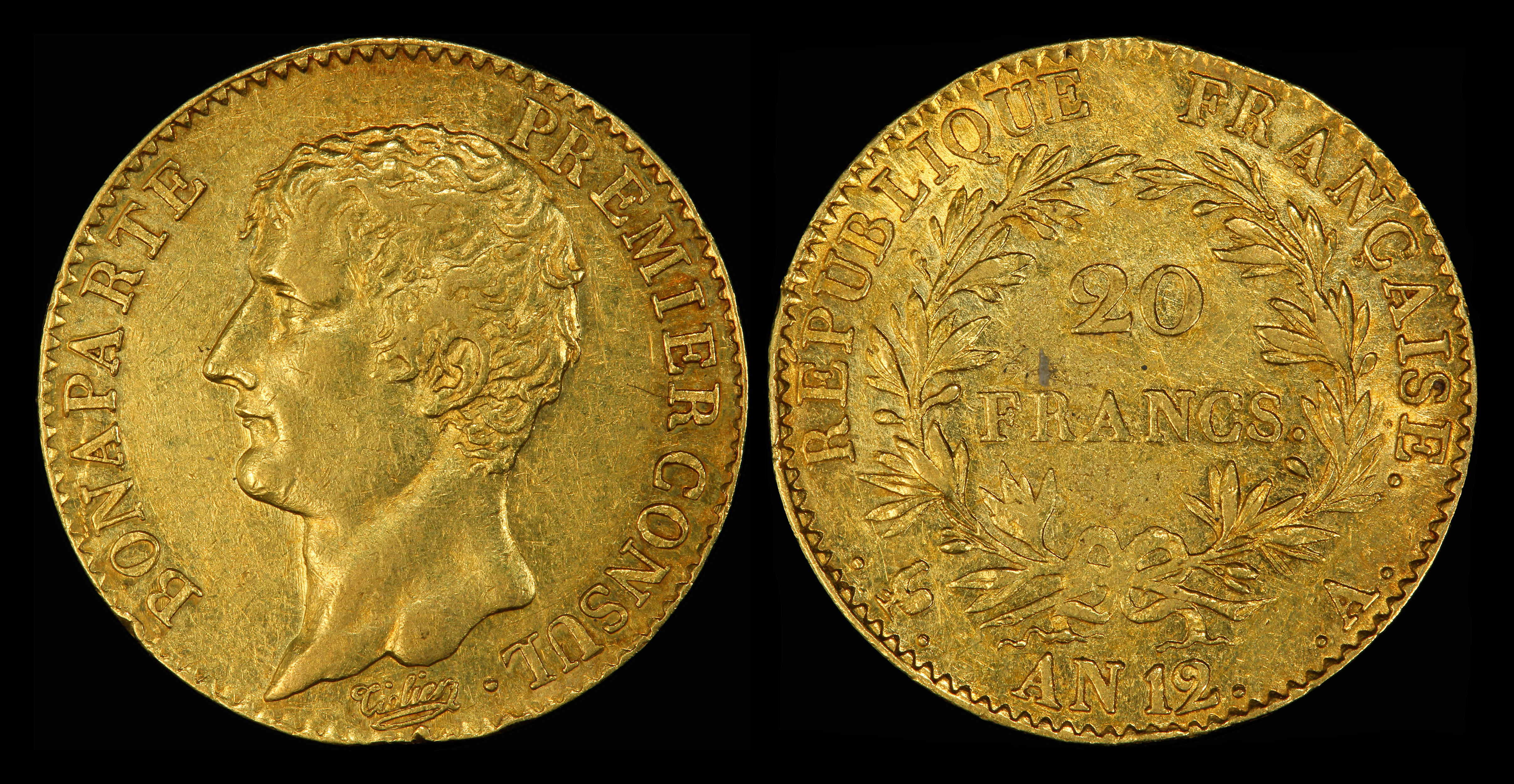
Napoleón aparece como Primer Cónsul en una moneda de oro de 20 napoleones de 1803

La introducción oficial del sistema métrico decimal en septiembre de 1799 fue impopular en amplios sectores de la sociedad francesa. El gobierno de Napoleón contribuyó en gran medida a la adopción del nuevo estándar no sólo en toda Francia, sino también en toda la esfera de influencia francesa. Napoleón dio un paso atrás en 1812 cuando aprobó una ley para introducir las mesures usuelles (unidades de medida tradicionales) para el comercio minorista, un sistema de medida que se parecía a las unidades prerrevolucionarias pero que se basaban en el kilogramo y el metro; por ejemplo, la livre metrique (libra métrica) era de 500 g, en contraste con el valor de la livre du roi (libra del rey), 489. 5 g. Otras unidades de medida se redondeaban de forma similar antes de la introducción definitiva del sistema métrico en algunas partes de Europa a mediados del siglo XIX.

### Educación
Las reformas educativas de Napoleón sentaron las bases de un sistema moderno de educación en Francia y en gran parte de Europa. Napoleón sintetizó los mejores elementos académicos del Antiguo Régimen, la Ilustración y la Revolución, con el objetivo de establecer una sociedad estable, bien educada y próspera. Hizo del francés la única lengua oficial. Dejó parte de la educación primaria en manos de las órdenes religiosas, pero ofreció apoyo público a la educación secundaria. Napoleón fundó una serie de escuelas secundarias estatales (lycées) destinadas a producir una educación estandarizada y uniforme en toda Francia.
A todos los alumnos se les enseñaban las ciencias junto con las lenguas modernas y clásicas. A diferencia del sistema durante el Antiguo Régimen, los temas religiosos no dominaban el plan de estudios, aunque estaban presentes con los profesores del clero. Napoleón esperaba utilizar la religión para producir estabilidad social. Prestó especial atención a los centros avanzados, como la École polytechnique, que proporcionaba tanto conocimientos militares como investigación puntera en ciencias. Napoleón hizo algunos de los primeros esfuerzos por establecer un sistema de educación laica y pública. El sistema se caracterizaba por las becas y la disciplina estricta, y el resultado fue un sistema educativo francés que superaba a sus homólogos europeos, muchos de los cuales tomaron prestado varios elementos del sistema francés.

## Ocaso y caída de Napoleón

Napoleón retirándose de Moscú, por Adolph Northen.

Si bien el Congreso de Erfurt había preservado la alianza entre Napoleón y el zar Alejandro I, en 1811 las tensiones comenzaron de nuevo entre ambas naciones. A pesar de ser un gran admirador de Napoleón desde su encuentro en 1807, Alejandro I era presionado por la aristocracia rusa para romper la alianza, ya que consideraba insultado el honor ruso.
La primera señal de que la alianza se deterioraba fue la forma no muy entusiasta y débil con que Rusia aplicó el Bloqueo Continental. Esto enfureció a Napoleón, quien tenía simpatía hacia el Zar, lo que le hizo sentirse defraudado y traicionado. En 1812 los consejeros del Zar le indicaron que una vasta revolución estaba fermentando por toda Prusia y que era el momento propicio para atacar al Imperio francés y recuperar Polonia.
Gran número de tropas se desplazaron a la frontera con Polonia (más de 300 000 soldados de un ejército total de 410 000). Napoleón, sin embargo, se anticipó y comenzó a expandir su ejército hasta lograr un contingente de 600 000 hombres (adicionales a los 300 000 que se encontraban en la península ibérica). Napoleón ignoró los consejos de no invadir suelo ruso y el 23 de junio de 1812 procedió.
En un esfuerzo por ganar apoyo de los nacionalistas y patriotas polacos, la denominó «Segunda guerra polaca» (la «Primera guerra polaca» era la liberación de Polonia de Rusia, Prusia y Austria). Los patriotas polacos deseaban incorporar la parte rusa de Polonia al Gran Ducado de Varsovia y crear un nuevo Reino de Polonia, aunque esta idea fue rechazada por Napoleón, que temió que podía motivar a Prusia y Austria a declarar la guerra a Francia. Napoleón también rechazó liberar a los siervos rusos, pues temía que esto podría provocar una reacción conservadora a sus espaldas.

### Tierra quemada

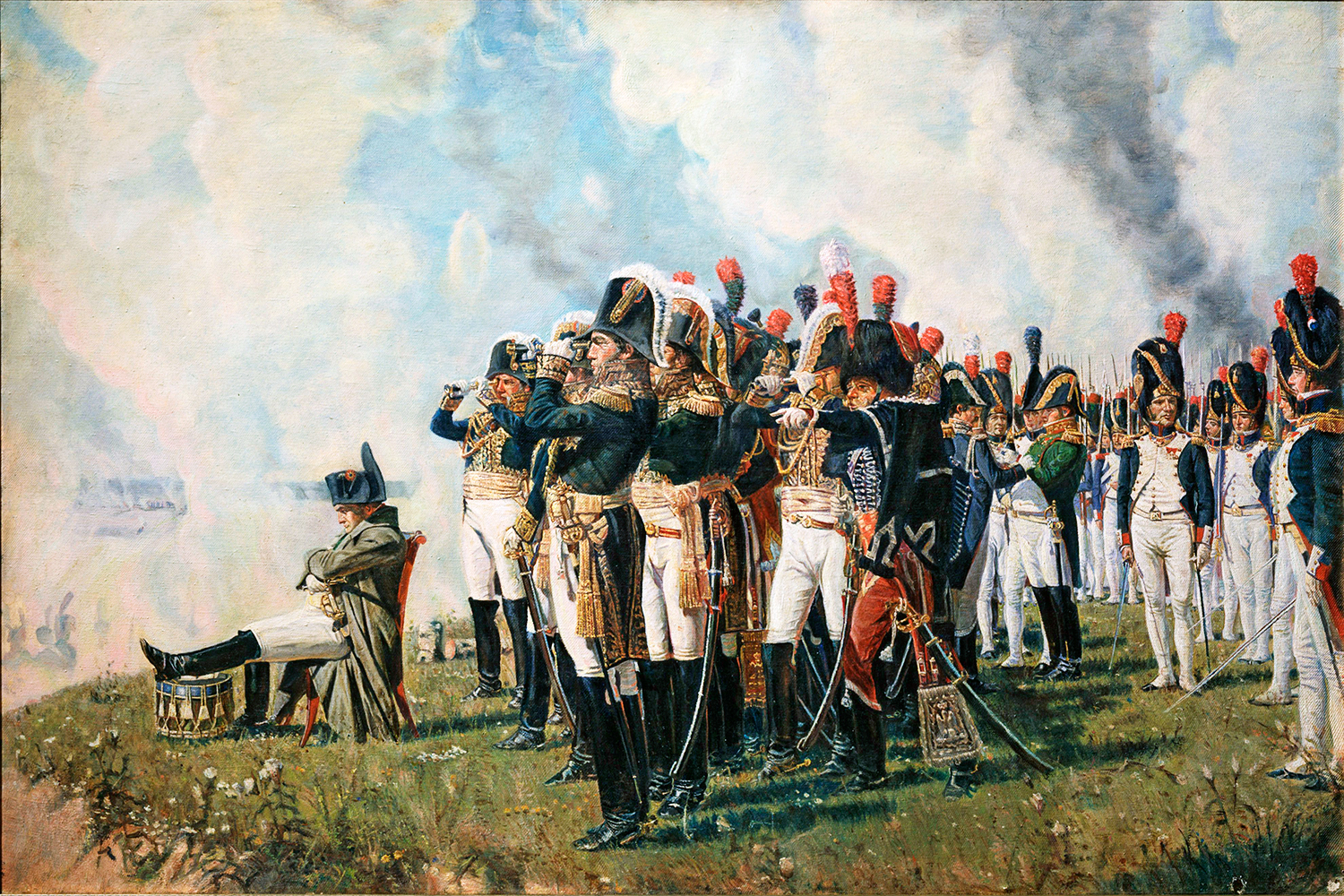
Napoleón cerca de Borodinó, por Vasili Vereshchaguin (1897).

La tierra quemada fue la técnica militar que usaron los rusos contra los franceses, la cual consistía en retroceder y no pelear de frente con los soldados de la Grande Armée y arrasar las tierras abandonadas a los franceses para que estos no pudieran abastecerse del terreno invadido. Pero el zar, muy molesto con el hecho de que los franceses siguieran avanzando por tierra rusa, destituyó a Mijaíl Barclay de Tolly y lo reemplazó por el general Smoronski; así, al enfrentarse a los franceses el 16 de agosto cayó Smolensk y, tras otras victorias, los franceses siguieron su avance. Los rusos evitaron batallar en repetidas ocasiones contra la Grande Armée, aunque en algunos casos solo porque Napoleón dudó en atacar cuando la oportunidad se le presentó.
Otra batalla de la campaña a Rusia fue la batalla de Borodinó, que significó un gran triunfo para los franceses y es conocida como la batalla del río Moscova.
Los rusos se replegaron y Napoleón entró a Moscú asumiendo que Alejandro I negociaría una paz. Sin embargo, las órdenes del gobernador del ejército y comandante en jefe, Fiódor Rostopchín, era la de incendiar la ciudad. Tras un mes, temeroso de perder el control en Francia, Napoleón decidió salir de Moscú.

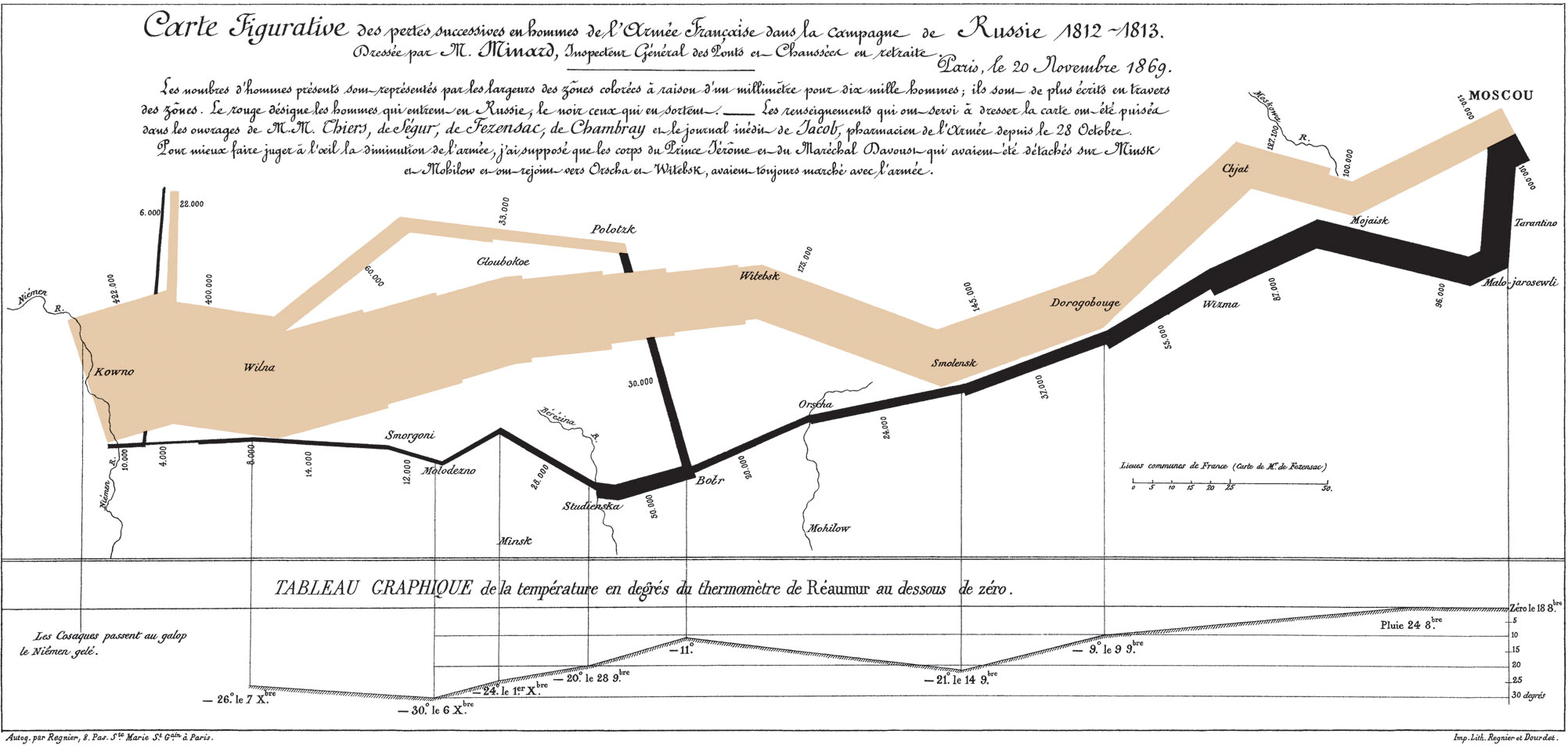
Gráfica que muestra las pérdidas humanas del ejército, sus movimientos y la temperatura durante la campaña rusa de 1812. En color claro, el viaje de ida, en negro la vuelta. Litografía, 62 x 30 cm, 1869.

Los franceses sufrieron su retirada de Rusia, al punto que de los 650 000 hombres que la invadieron, solo 40 000 cruzaron el río Berézina en noviembre de 1812. Se estima que murieron 570 000 soldados del ejército francés y 400 000 del ejército ruso, a lo cual hay que sumar cientos de miles de bajas en la población civil.
Existió calma en el invierno de 1812-1813, mientras rusos y franceses intentaban recuperarse de sus masivas pérdidas. Un pequeño ejército ruso atormentó a los franceses en Polonia, y 30 000 tropas francesas debieron retirarse hacia los estados alemanes para reunirse con las fuerzas estacionadas allí, llegando a los 130 000 hombres, con los refuerzos de Polonia, cifra que crecería cuando Napoleón se presentase.
Tras este fracaso, Prusia se unió a la coalición, la cual ahora incluía a Rusia, el Reino Unido, España y Portugal. No obstante, Napoleón reasumió el orden en Alemania, e infligió una serie de derrotas a los Aliados, que culminan en la batalla de Dresde el 26 de agosto de 1813, donde las tropas aliadas sufrieron bajas de más de cien mil soldados.
Si bien parecía que Napoleón iba a resurgir, se unieron a la Coalición Austria y Suecia, y en la batalla de las Naciones en Leipzig, el 16 de octubre los franceses fueron derrotados en un enfrentamiento en el que los aliados contaban con el doble de tropas que Napoleón. Después de esta batalla donde murieron más de 120 000 soldados de ambos lados, Napoleón se replegó a Francia, pero su ejército, de apenas 100 000 hombres, ya no era capaz de resistir la embestida de la Coalición, que contaba con más de medio millón de soldados.

### Los Cien Días

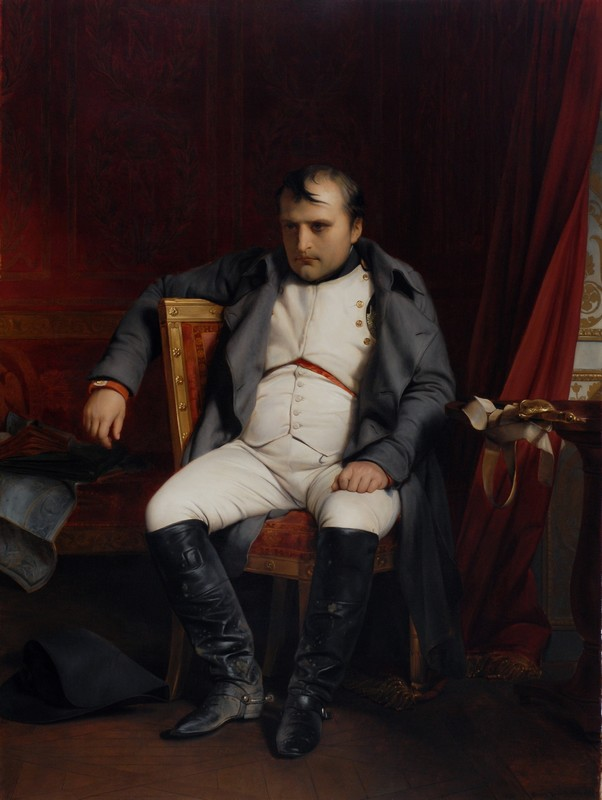
Abdicación de Napoleón en Fontainebleau, por Paul Delaroche (1845).

París fue ocupada el 31 de marzo de 1814. El 3 de abril fue depuesto por el Senado, y bajo la presión de sus mariscales, Napoleón abdicó salvaguardando los derechos de su hijo el 4 de abril, pero ante la imposibilidad de emprender una ofensiva sobre París por la defección de Marmont, abdicó el 6 de abril, esta vez sin poner condiciones, y así negociar con los aliados. El 11 de abril, el tratado de Fontainebleau estableció la renuncia de soberanía en Francia e Italia para sí y su familia, y su exilio a la isla de Elba, una isla pequeña a 20 km de la costa italiana, manteniendo su título de emperador de manera vitalicia.
El Congreso de Viena (1814-1815) dispuso el nuevo orden en la Europa post-napoleónica. En Francia, los realistas instalaron en el poder a Luis XVIII. María Luisa y su hijo quedaron bajo la custodia del padre de esta, el emperador Francisco I, y Napoleón no volvió a verlos. Consciente de los deseos de los británicos de desterrarlo a una isla remota en el Atlántico y del rechazo del pueblo francés a la restauración borbónica, escapó de Elba en febrero de 1815 y desembarcó en Antibes el 1 de marzo desde donde se preparó para retomar Francia.
El rey Luis XVIII envió al Quinto Regimiento de Línea, comandado por el mariscal Michel Ney, que había servido a Napoleón en Rusia. Al encontrárselo en Grenoble, Napoleón se acercó solo al regimiento, se apeó de su caballo y, cuando estaba en la línea de fuego del capitán Randon, gritó: «Soldados del Quinto, ustedes me reconocen. Si algún hombre quiere disparar sobre su emperador, puede hacerlo ahora». Tras un breve silencio, los soldados gritaron: «¡Vive l'Empereur!» y marcharon junto con Napoleón a París. Llegó el 20 de marzo, sin disparar ni un solo proyectil y aclamado por el pueblo, levantando un ejército regular de 140 000 hombres y una fuerza voluntaria que ascendió a 200 000 soldados. Era el comienzo de los Cien Días.

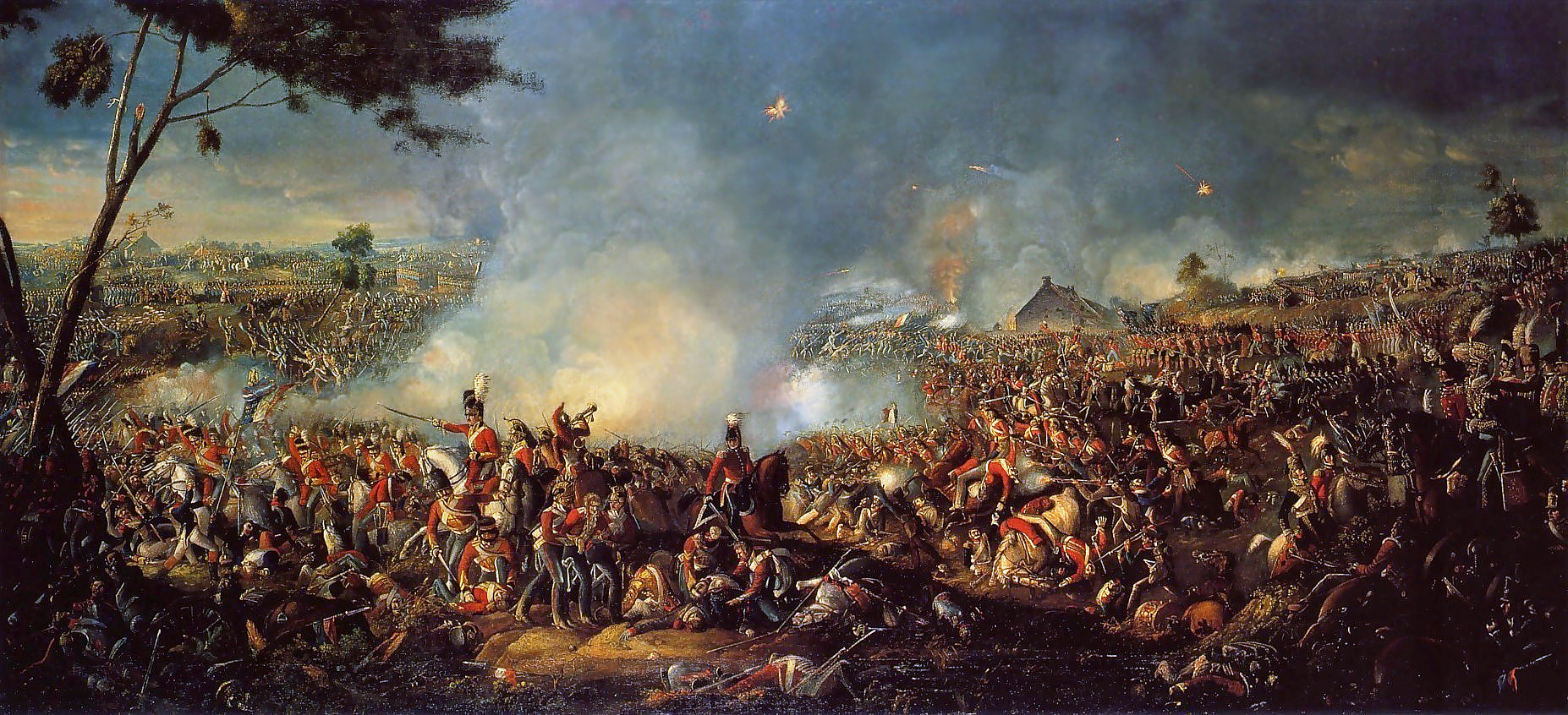
La batalla de Waterloo, por William Sadler.

Establecido de nuevo en París, promulgó una nueva constitución, de carácter más democrático y liberal que la vigente durante el Imperio. Muchos veteranos acudieron a su llamada, comenzando de nuevo el enfrentamiento contra los aliados. El resultado fue la campaña de Bélgica, que concluyó con la derrota en la batalla de Waterloo el 18 de junio de 1815.
El pueblo de París lo apoyaba en la lucha pero los políticos le retiraron su respaldo, por lo que abdicó en favor de su hijo Napoleón II. Marchó a Rochefort, donde capituló ante el capitán del buque británico Bellerophon.

### Exilio y muerte

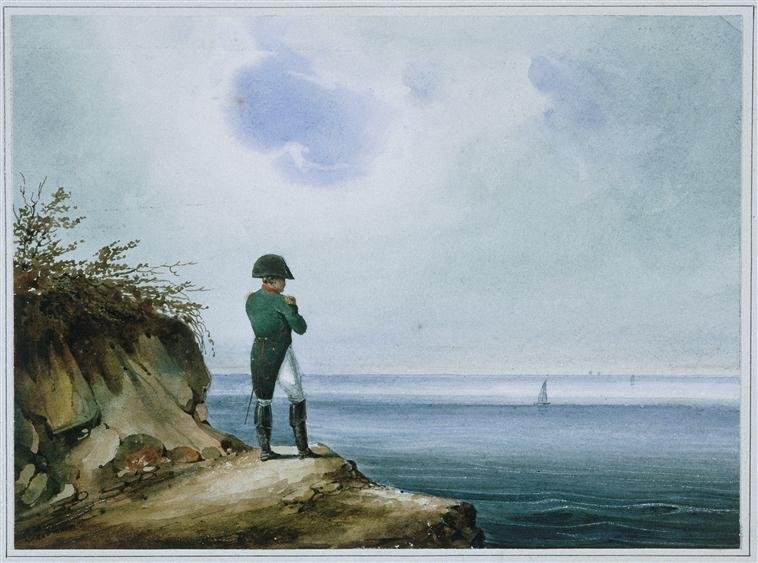
Napoleón en Santa Elena, por François-Joseph Sandmann.

Napoleón fue encarcelado y desterrado por los británicos a la isla de Santa Elena, en el Atlántico Sur, el 15 de julio de 1815. Allí, con un pequeño grupo de seguidores, dictó sus memorias y criticó a sus aprehensores.
Enfermo del estómago, aquejado de una continua pesadez y un dolor en el costado derecho, los médicos creían que era una afección hepática, pero él sospechó que estaba atacado de la misma dolencia de su padre, un cirro en el píloro o cáncer de estómago, pero no se lo dijo a nadie hasta que estuvo seguro.
Sin embargo, recientes investigaciones realizadas a muestras de su cabello (cortado poco después de morir) que habían estado guardadas en un sobre vacío, revelan que estaban impregnadas con arsénico a tal punto que se necesitaban dosis altamente peligrosas para lograr aquella concentración. Esto sugiere que pudo morir envenenado (lo que también concordaría con sus síntomas), ya sea de forma intencionada o no.

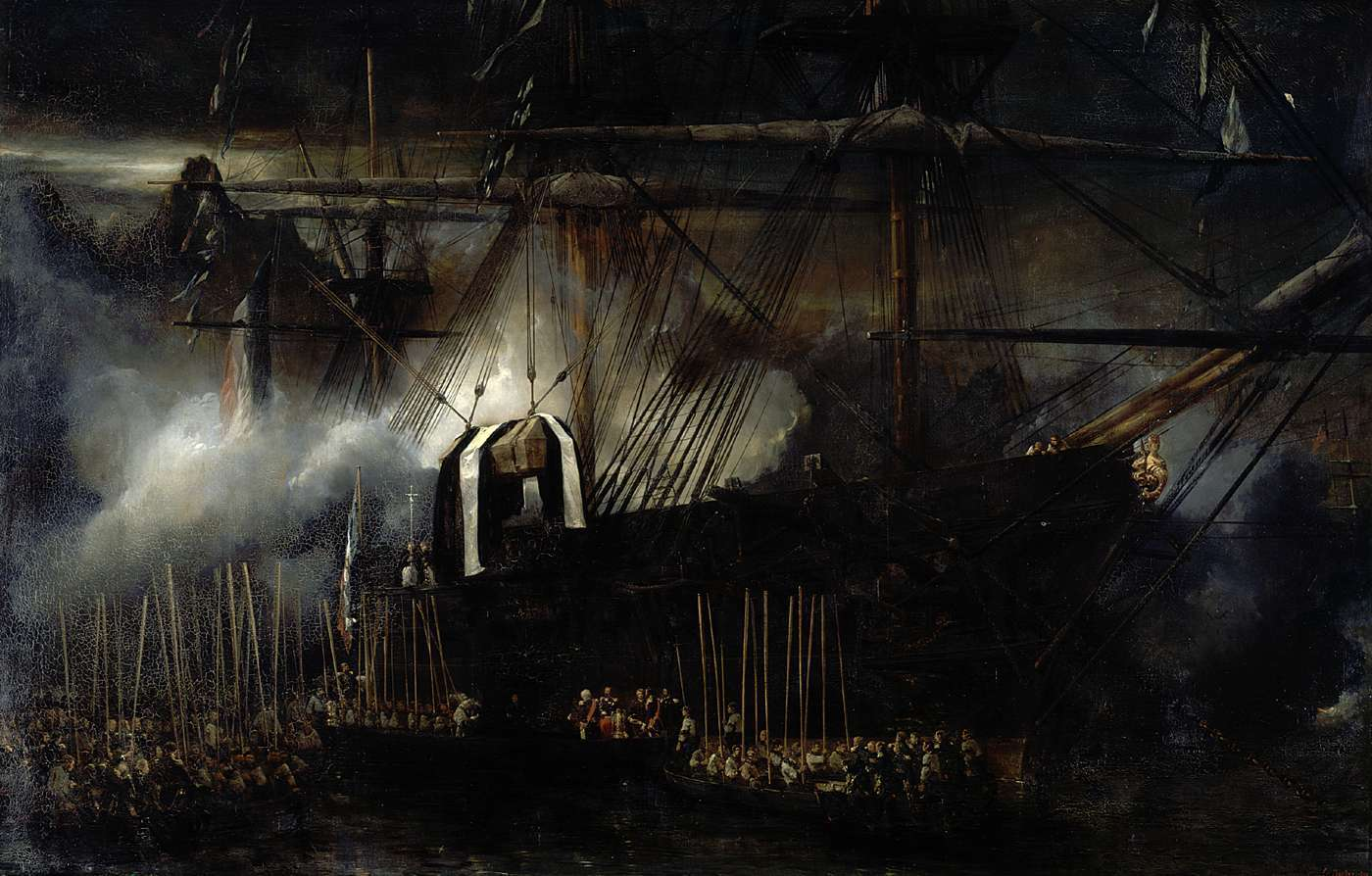
Repatriación de las cenizas de Napoleón a bordo de La Belle Poule, el 15 de octubre de 1840, Eugène Isabey, 1842, Óleo sobre lienzo (369 x 238 cm). Castillo de Versalles.

Bonaparte murió el 5 de mayo de 1821 a las 17:49. Sus últimas palabras fueron: «France, l'armée, Joséphine» («Francia, el ejército, Josefina») o, según la versión de las memorias de Santa Elena «...tête...armée...Mon Dieu !». Tenía 51 años.
Había dispuesto en su testamento el deseo de ser enterrado a las orillas del Sena, pero se le dio sepultura en Santa Elena. En 1840, a instancias del gobierno de Luis Felipe I, sus restos fueron repatriados. Trasladados en la fragata Belle-Poule, se depositaron en Les Invalides (París). La llegada de los restos de Napoleón fue muy esperada en Francia. Durante su funeral sonó el Réquiem de Mozart. Millones de personas han visitado su tumba.

## Religión

### Emancipación religiosa

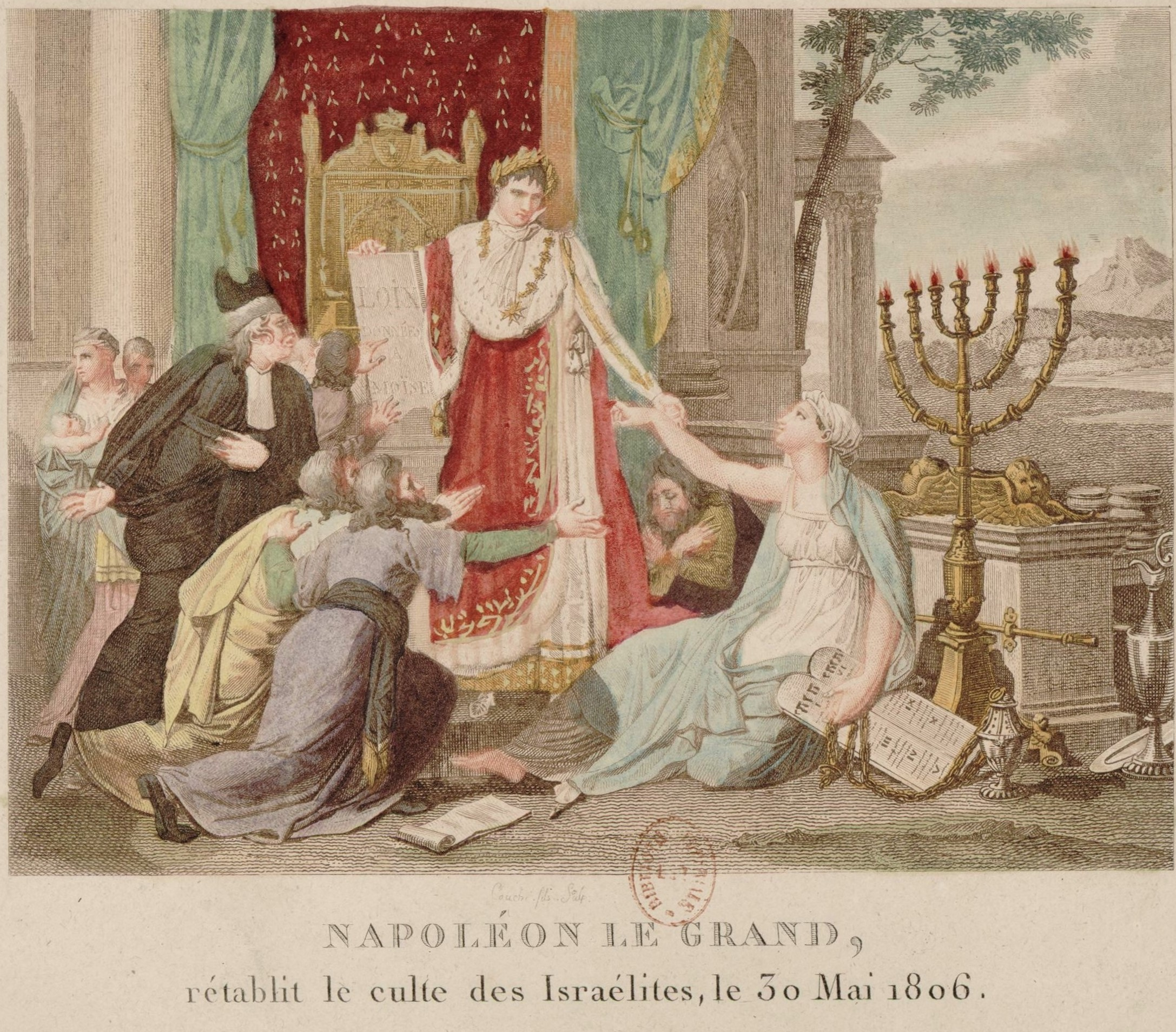
Un grabado francés de 1806 representa a Napoleón Bonaparte emancipando a los judíos

Napoleón emancipó a los judíos, así como a los protestantes en los países católicos y a los católicos en los países protestantes, de las leyes que los restringían a guetos, y amplió sus derechos de propiedad, culto y carrera. A pesar de la reacción antisemita a las políticas de Napoleón por parte de gobiernos extranjeros y dentro de Francia, creía que la emancipación beneficiaría a Francia al atraer a los judíos al país dadas las restricciones a las que se enfrentaban en otros lugares.
En 1806, una asamblea de notables judíos fue reunida por Napoleón para debatir 12 cuestiones que trataban ampliamente de las relaciones entre judíos y cristianos, así como otros asuntos relacionados con la capacidad de los judíos para integrarse en la sociedad francesa. Más tarde, después de que las preguntas fueran respondidas de forma satisfactoria según el emperador, se reunió un "gran sanedrín" para transformar las respuestas en decisiones que formarían la base del futuro estatus de los judíos en Francia y en el resto del imperio que Napoleón estaba construyendo.
Declaró: "Nunca aceptaré ninguna propuesta que obligue al pueblo judío a abandonar Francia, porque para mí los judíos son iguales que cualquier otro ciudadano de nuestro país. Hace falta debilidad para echarlos del país, pero hace falta fuerza para asimilarlos". Se le consideraba tan favorable a los judíos que la Iglesia ortodoxa rusa lo condenó formalmente como "Anticristo y Enemigo de Dios".
Un año después de la última reunión del sanedrín, el 17 de marzo de 1808, Napoleón puso a los judíos en libertad condicional. En ese momento se instituyeron varias leyes nuevas que restringían la ciudadanía que se les había ofrecido a los judíos 17 años antes. Sin embargo, a pesar de las presiones de los líderes de varias comunidades cristianas para que se abstuvieran de conceder la emancipación a los judíos, al cabo de un año de la promulgación de las nuevas restricciones, estas se levantaron de nuevo en respuesta al llamamiento de los judíos de toda Francia.

## Distinciones honoríficas
Nacionales
- Fundador y gran maestre de la Legión de Honor.
- Fundador y gran maestre de la Orden de la Corona de Hierro.
- Fundador y gran maestre de la Orden de la Reunión.

## Memoria y evaluación

### Influencia a largo plazo fuera de Francia

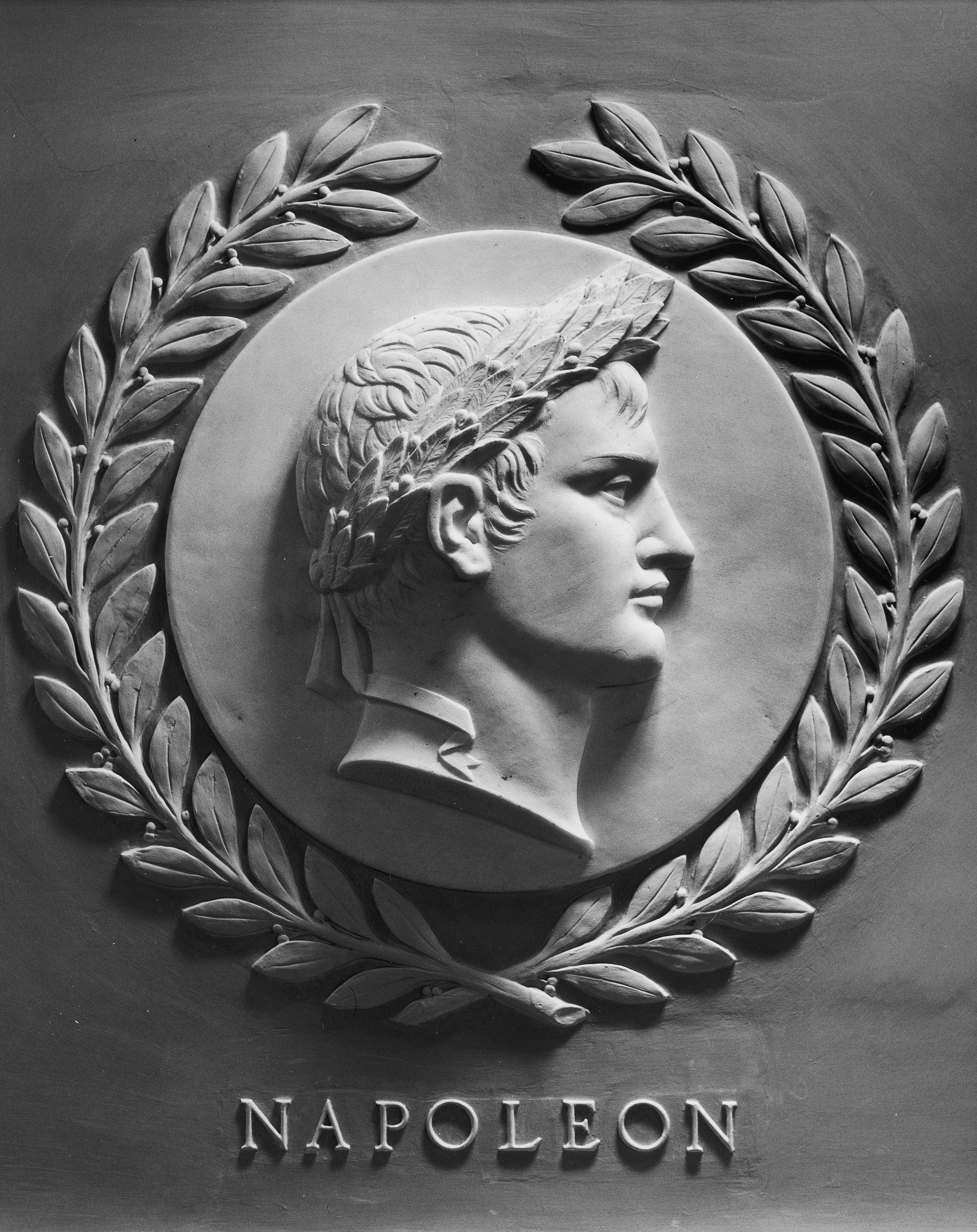
Bajorrelieve de Napoleón en el hemiciclo de la Cámara de Representantes de los Estados Unidos

Napoleón fue responsable de la difusión de los valores de la Revolución francesa a otros países, especialmente en la reforma legal. Tras la caída de Napoleón, no solo fue conservada dicha reforma por los países conquistados, incluidos los Países Bajos, Bélgica, partes de Italia y Alemania, sino que se ha utilizado como base de ciertas partes del derecho fuera de Europa, incluida la República Dominicana, el estado estadounidense de Luisiana y la provincia canadiense de Quebec. El código también se utilizó como modelo en muchas partes de América Latina. La reputación de Napoleón en Polonia ha sido favorable, especialmente por su apoyo a la independencia, la oposición a Rusia, su código legal, la abolición de la servidumbre y la introducción de la administración moderna de la clase media.
Napoleón influyó en el establecimiento de la Alemania moderna. Provocó el fin del Sacro Imperio Romano Germánico y ayudó a crear estados medianos como Baviera y Wurtemberg junto a las grandes potencias Prusia y Austria. Aunque también ayudó directa o indirectamente a reducir el número de estados alemanes (de unos 300 a menos de 50), los estados medianos intentaron impedir la unificación de Alemania como estado federalista. Un subproducto de la ocupación francesa fue un fuerte desarrollo del nacionalismo alemán que acabó convirtiendo la Confederación Alemana en el Imperio alemán tras una serie de conflictos y otros acontecimientos políticos.
Napoleón inició indirectamente el proceso de independencia de América Latina cuando invadió España en 1808. La abdicación del rey Carlos IV y la renuncia de su hijo, Fernando VII, crearon un vacío de poder que llenaron líderes políticos nativos como Simón Bolívar y José de San Martín. Dichos líderes abrazaron sentimientos nacionalistas influidos por el nacionalismo francés y lideraron exitosos movimientos independentistas en América Latina.
Napoleón también ayudó significativamente a Estados Unidos cuando aceptó vender el territorio de Luisiana por 15 millones de dólares durante la presidencia de Thomas Jefferson. Ese territorio casi duplicó el tamaño de Estados Unidos, añadiendo el equivalente de 13 estados a la Unión.
Al querer hacer de su dinastía la más antigua de Europa, Napoleón desbancó a numerosas casas en favor de su propia familia. Talleyrand comentó que "o bien estos soberanos recién creados respetaban su plan general y se convertían en sus satélites, lo que les impedía echar raíces en el país que se les había confiado; o bien debían rechazarlo. (...) Cada nueva creación se convertía así en una fuente de disolución de la fortuna de Napoleón".

### Valoración crítica

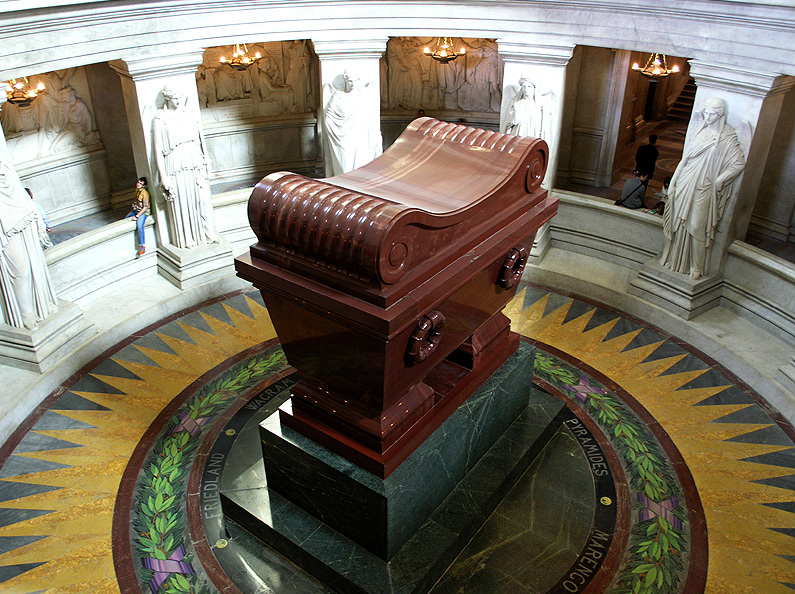
Tumba de Napoleón Bonaparte bajo la cúpula del Palacio nacional de los Inválidos, en París.

Desde su ascenso al poder, la figura de Napoleón ha sido objeto de críticas acerbas y de adulación. 
El Código de Napoleón sirve de base para las leyes de muchos países. En los países conquistados, Napoleón instauró regímenes parecidos a los de la Revolución francesa, que adoptaron constituciones bastante garantistas. Su organizado gobierno logró sacar a Francia del caos en el que estaba durante y tras la Revolución. Napoleón insertó en los países conquistados las ideas de libertad, igualdad y fraternidad.
Thomas Jefferson se mostraba menos amable con los logros del corso, al que trataba en estos términos:

[Un] miserable que (...) provocó más dolor y sufrimiento en el mundo que cualquier otro ser que hubiera vivido anteriormente. Después de destruir las libertades de su patria, ha agotado todos sus recursos, físicos y morales, para regodearse en su maniática ambición, su espíritu tiránico y arrollador (...) ¿Qué sufrimientos pueden expiar (...) las desdichas que ya ha afligido a su propia generación, y a las venideras, a las cuales ya ha agobiado con las cadenas del despotismo? (...) El Atila de nuestro tiempo (...) ha causado la muerte de cinco o diez millones de seres humanos, la devastación de otros países, la despoblación del mío, el agotamiento de todos sus recursos, la destrucción de sus libertades (...) Ha hecho todo esto para hacer más ilustres las atrocidades perpetradas, para engalanarse a sí mismo y a su familia con diademas y cetros robados.

## Cine y televisión
La figura de Napoleón ha atraído en numerosas ocasiones a los cineastas.

## Ancestros
| \| \| \| \| \| \| \| \| \| \| \| \| \| \| \| \| \| \| \| \| 16. Giuseppe Maria Buonaparte \| \| \| \| \| \| \| \| \| \| \| \| \| \| \| \| \| \| \| \| \| \| \| \| \| \| \| \| \| \| \| \| \| \| \| \| \| \| \| \| \| \| \| \| \| \| \| \| \| \| \| \| \| \| 8. Sebastiano Nicola Buonaparte \| \| \| \| \| \| \| \| \| \| \| \| \| \| \| \| \| \| \| \| \| \| \| \| \| \| \| \| \| \| \| \| \| \| \| \| \| \| \| \| \| \| \| \| \| \| \| \| \| \| \| \| \| \| 17. Maria Colonna \| \| \| \| \| \| \| \| \| \| \| \| \| \| \| \| \| \| \| \| \| \| \| \| \| \| \| \| \| \| \| \| \| \| \| \| \| \| \| \| \| \| \| \| \| \| \| \| \| \| \| \| \| \| 4. Giuseppe Maria Buonaparte \| \| \| \| \| \| \| \| \| \| \| \| \| \| \| \| \| \| \| \| \| \| \| \| \| \| \| \| \| \| \| \| \| \| \| \| \| \| \| \| \| \| \| \| \| \| \| \| \| \| \| \| \| \| 18. Carlo Tusoli \| \| \| \| \| \| \| \| \| \| \| \| \| \| \| \| \| \| \| \| \| \| \| \| \| \| \| \| \| \| \| \| \| \| \| \| \| \| \| \| \| \| \| \| \| \| \| \| \| \| \| \| \| \| 9. Maria Anna Tusoli \| \| \| \| \| \| \| \| \| \| \| \| \| \| \| \| \| \| \| \| \| \| \| \| \| \| \| \| \| \| \| \| \| \| \| \| \| \| \| \| \| \| \| \| \| \| \| \| \| \| \| \| \| \| 19. Isabella N. \| \| \| \| \| \| \| \| \| \| \| \| \| \| \| \| \| \| \| \| \| \| \| \| \| \| \| \| \| \| \| \| \| \| \| \| \| \| \| \| \| \| \| \| \| \| \| \| \| \| \| \| \| \| 2. Carlo Maria Buonaparte \| \| \| \| \| \| \| \| \| \| \| \| \| \| \| \| \| \| \| \| \| \| \| \| \| \| \| \| \| \| \| \| \| \| \| \| \| \| \| \| \| \| \| \| \| \| \| \| \| \| \| \| \| \| 20. Francesco Maria Paravicini \| \| \| \| \| \| \| \| \| \| \| \| \| \| \| \| \| \| \| \| \| \| \| \| \| \| \| \| \| \| \| \| \| \| \| \| \| \| \| \| \| \| \| \| \| \| \| \| \| \| \| \| \| \| 10. Giuseppe Maria Paravicini \| \| \| \| \| \| \| \| \| \| \| \| \| \| \| \| \| \| \| \| \| \| \| \| \| \| \| \| \| \| \| \| \| \| \| \| \| \| \| \| \| \| \| \| \| \| \| \| \| \| \| \| \| \| 5. Maria Saveria Paravicini \| \| \| \| \| \| \| \| \| \| \| \| \| \| \| \| \| \| \| \| \| \| \| \| \| \| \| \| \| \| \| \| \| \| \| \| \| \| \| \| \| \| \| \| \| \| \| \| \| \| \| \| \| \| 22. Angelo Agostino Salineri \| \| \| \| \| \| \| \| \| \| \| \| \| \| \| \| \| \| \| \| \| \| \| \| \| \| \| \| \| \| \| \| \| \| \| \| \| \| \| \| \| \| \| \| \| \| \| \| \| \| \| \| \| \| 11. Maria Angela Salineri \| \| \| \| \| \| \| \| \| \| \| \| \| \| \| \| \| \| \| \| \| \| \| \| \| \| \| \| \| \| \| \| \| \| \| \| \| \| \| \| \| \| \| \| \| \| \| \| \| \| \| \| \| \| 23. Franchetta Merezano \| \| \| \| \| \| \| \| \| \| \| \| \| \| \| \| \| \| \| \| \| \| \| \| \| \| \| \| \| \| \| \| \| \| \| \| \| \| \| \| \| \| \| \| \| \| \| \| \| \| \| \| \| \| 1. Napoleón I Bonaparte, Emperador de los Franceses \| \| \| \| \| \| \| \| \| \| \| \| \| \| \| \| \| \| \| \| \| \| \| \| \| \| \| \| \| \| \| \| \| \| \| \| \| \| \| \| \| \| \| \| \| \| \| \| \| \| \| \| \| \| 24. Giovanni Geronimo Ramolino \| \| \| \| \| \| \| \| \| \| \| \| \| \| \| \| \| \| \| \| \| \| \| \| \| \| \| \| \| \| \| \| \| \| \| \| \| \| \| \| \| \| \| \| \| \| \| \| \| \| \| \| \| \| 12. Giovanni Agostino Ramolino \| \| \| \| \| \| \| \| \| \| \| \| \| \| \| \| \| \| \| \| \| \| \| \| \| \| \| \| \| \| \| \| \| \| \| \| \| \| \| \| \| \| \| \| \| \| \| \| \| \| \| \| \| \| 25. Maria Letizia Boggiona \| \| \| \| \| \| \| \| \| \| \| \| \| \| \| \| \| \| \| \| \| \| \| \| \| \| \| \| \| \| \| \| \| \| \| \| \| \| \| \| \| \| \| \| \| \| \| \| \| \| \| \| \| \| 6. Giovanni Geronimo Ramolino \| \| \| \| \| \| \| \| \| \| \| \| \| \| \| \| \| \| \| \| \| \| \| \| \| \| \| \| \| \| \| \| \| \| \| \| \| \| \| \| \| \| \| \| \| \| \| \| \| \| \| \| \| \| 26. Andrea Peri \| \| \| \| \| \| \| \| \| \| \| \| \| \| \| \| \| \| \| \| \| \| \| \| \| \| \| \| \| \| \| \| \| \| \| \| \| \| \| \| \| \| \| \| \| \| \| \| \| \| \| \| \| \| 13. Angela Maria Peri \| \| \| \| \| \| \| \| \| \| \| \| \| \| \| \| \| \| \| \| \| \| \| \| \| \| \| \| \| \| \| \| \| \| \| \| \| \| \| \| \| \| \| \| \| \| \| \| \| \| \| \| \| \| 27. Maria Magdalena Colonna \| \| \| \| \| \| \| \| \| \| \| \| \| \| \| \| \| \| \| \| \| \| \| \| \| \| \| \| \| \| \| \| \| \| \| \| \| \| \| \| \| \| \| \| \| \| \| \| \| \| \| \| \| \| 3. María Leticia Ramolino \| \| \| \| \| \| \| \| \| \| \| \| \| \| \| \| \| \| \| \| \| \| \| \| \| \| \| \| \| \| \| \| \| \| \| \| \| \| \| \| \| \| \| \| \| \| \| \| \| \| \| \| \| \| 28. Giovanni Antonio Pietrasanta \| \| \| \| \| \| \| \| \| \| \| \| \| \| \| \| \| \| \| \| \| \| \| \| \| \| \| \| \| \| \| \| \| \| \| \| \| \| \| \| \| \| \| \| \| \| \| \| \| \| \| \| \| \| 14. Giuseppe Maria Pietrasanta \| \| \| \| \| \| \| \| \| \| \| \| \| \| \| \| \| \| \| \| \| \| \| \| \| \| \| \| \| \| \| \| \| \| \| \| \| \| \| \| \| \| \| \| \| \| \| \| \| \| \| \| \| \| 29. Paola Brigida Sorba \| \| \| \| \| \| \| \| \| \| \| \| \| \| \| \| \| \| \| \| \| \| \| \| \| \| \| \| \| \| \| \| \| \| \| \| \| \| \| \| \| \| \| \| \| \| \| \| \| \| \| \| \| \| 7. Angela Maria Pietrasanta \| \| \| \| \| \| \| \| \| \| \| \| \| \| \| \| \| \| \| \| \| \| \| \| \| \| \| \| \| \| \| \| \| \| \| \| \| \| \| \| \| \| \| \| \| \| \| \| \| \| \| \| \| \| 30. Ignazio Malerba \| \| \| \| \| \| \| \| \| \| \| \| \| \| \| \| \| \| \| \| \| \| \| \| \| \| \| \| \| \| \| \| \| \| \| \| \| \| \| \| \| \| \| \| \| \| \| \| \| \| \| \| \| \| 15. Maria Giuseppa Malerba \| \| \| \| \| \| \| \| \| \| \| \| \| \| \| \| \| \| \| \| \| \| \| \| \| \| \| \| \| \| \| \| \| \| \| \| \| \| \| \| \| \| \| \| \| \| \| \| \| \| \| \| |                                                     |  |  |  |  |  |  |  |  |  |  |  |  |  |  |  |
| |                                                     |  |  |  |  |  |  |  |  |  |  |  |  |  |  |  |
| | 16. Giuseppe Maria Buonaparte                       |  |  |  |  |  |  |  |  |  |  |  |  |  |  |  |
| |                                                     |  |  |  |  |  |  |  |  |  |  |  |  |  |  |  |
| |                                                     |  |  |  |  |  |  |  |  |  |  |  |  |  |  |  |
| | 8. Sebastiano Nicola Buonaparte                     |  |  |  |  |  |  |  |  |  |  |  |  |  |  |  |
| |                                                     |  |  |  |  |  |  |  |  |  |  |  |  |  |  |  |
| |                                                     |  |  |  |  |  |  |  |  |  |  |  |  |  |  |  |
| | 17. Maria Colonna                                   |  |  |  |  |  |  |  |  |  |  |  |  |  |  |  |
| |                                                     |  |  |  |  |  |  |  |  |  |  |  |  |  |  |  |
| |                                                     |  |  |  |  |  |  |  |  |  |  |  |  |  |  |  |
| | 4. Giuseppe Maria Buonaparte                        |  |  |  |  |  |  |  |  |  |  |  |  |  |  |  |
| |                                                     |  |  |  |  |  |  |  |  |  |  |  |  |  |  |  |
| |                                                     |  |  |  |  |  |  |  |  |  |  |  |  |  |  |  |
| | 18. Carlo Tusoli                                    |  |  |  |  |  |  |  |  |  |  |  |  |  |  |  |
| |                                                     |  |  |  |  |  |  |  |  |  |  |  |  |  |  |  |
| |                                                     |  |  |  |  |  |  |  |  |  |  |  |  |  |  |  |
| | 9. Maria Anna Tusoli                                |  |  |  |  |  |  |  |  |  |  |  |  |  |  |  |
| |                                                     |  |  |  |  |  |  |  |  |  |  |  |  |  |  |  |
| |                                                     |  |  |  |  |  |  |  |  |  |  |  |  |  |  |  |
| | 19. Isabella N.                                     |  |  |  |  |  |  |  |  |  |  |  |  |  |  |  |
| |                                                     |  |  |  |  |  |  |  |  |  |  |  |  |  |  |  |
| |                                                     |  |  |  |  |  |  |  |  |  |  |  |  |  |  |  |
| | 2. Carlo Maria Buonaparte                           |  |  |  |  |  |  |  |  |  |  |  |  |  |  |  |
| |                                                     |  |  |  |  |  |  |  |  |  |  |  |  |  |  |  |
| |                                                     |  |  |  |  |  |  |  |  |  |  |  |  |  |  |  |
| | 20. Francesco Maria Paravicini                      |  |  |  |  |  |  |  |  |  |  |  |  |  |  |  |
| |                                                     |  |  |  |  |  |  |  |  |  |  |  |  |  |  |  |
| |                                                     |  |  |  |  |  |  |  |  |  |  |  |  |  |  |  |
| | 10. Giuseppe Maria Paravicini                       |  |  |  |  |  |  |  |  |  |  |  |  |  |  |  |
| |                                                     |  |  |  |  |  |  |  |  |  |  |  |  |  |  |  |
| |                                                     |  |  |  |  |  |  |  |  |  |  |  |  |  |  |  |
| | 5. Maria Saveria Paravicini                         |  |  |  |  |  |  |  |  |  |  |  |  |  |  |  |
| |                                                     |  |  |  |  |  |  |  |  |  |  |  |  |  |  |  |
| |                                                     |  |  |  |  |  |  |  |  |  |  |  |  |  |  |  |
| | 22. Angelo Agostino Salineri                        |  |  |  |  |  |  |  |  |  |  |  |  |  |  |  |
| |                                                     |  |  |  |  |  |  |  |  |  |  |  |  |  |  |  |
| |                                                     |  |  |  |  |  |  |  |  |  |  |  |  |  |  |  |
| | 11. Maria Angela Salineri                           |  |  |  |  |  |  |  |  |  |  |  |  |  |  |  |
| |                                                     |  |  |  |  |  |  |  |  |  |  |  |  |  |  |  |
| |                                                     |  |  |  |  |  |  |  |  |  |  |  |  |  |  |  |
| | 23. Franchetta Merezano                             |  |  |  |  |  |  |  |  |  |  |  |  |  |  |  |
| |                                                     |  |  |  |  |  |  |  |  |  |  |  |  |  |  |  |
| |                                                     |  |  |  |  |  |  |  |  |  |  |  |  |  |  |  |
| | 1. Napoleón I Bonaparte, Emperador de los Franceses |  |  |  |  |  |  |  |  |  |  |  |  |  |  |  |
| |                                                     |  |  |  |  |  |  |  |  |  |  |  |  |  |  |  |
| |                                                     |  |  |  |  |  |  |  |  |  |  |  |  |  |  |  |
| | 24. Giovanni Geronimo Ramolino                      |  |  |  |  |  |  |  |  |  |  |  |  |  |  |  |
| |                                                     |  |  |  |  |  |  |  |  |  |  |  |  |  |  |  |
| |                                                     |  |  |  |  |  |  |  |  |  |  |  |  |  |  |  |
| | 12. Giovanni Agostino Ramolino                      |  |  |  |  |  |  |  |  |  |  |  |  |  |  |  |
| |                                                     |  |  |  |  |  |  |  |  |  |  |  |  |  |  |  |
| |                                                     |  |  |  |  |  |  |  |  |  |  |  |  |  |  |  |
| | 25. Maria Letizia Boggiona                          |  |  |  |  |  |  |  |  |  |  |  |  |  |  |  |
| |                                                     |  |  |  |  |  |  |  |  |  |  |  |  |  |  |  |
| |                                                     |  |  |  |  |  |  |  |  |  |  |  |  |  |  |  |
| | 6. Giovanni Geronimo Ramolino                       |  |  |  |  |  |  |  |  |  |  |  |  |  |  |  |
| |                                                     |  |  |  |  |  |  |  |  |  |  |  |  |  |  |  |
| |                                                     |  |  |  |  |  |  |  |  |  |  |  |  |  |  |  |
| | 26. Andrea Peri                                     |  |  |  |  |  |  |  |  |  |  |  |  |  |  |  |
| |                                                     |  |  |  |  |  |  |  |  |  |  |  |  |  |  |  |
| |                                                     |  |  |  |  |  |  |  |  |  |  |  |  |  |  |  |
| | 13. Angela Maria Peri                               |  |  |  |  |  |  |  |  |  |  |  |  |  |  |  |
| |                                                     |  |  |  |  |  |  |  |  |  |  |  |  |  |  |  |
| |                                                     |  |  |  |  |  |  |  |  |  |  |  |  |  |  |  |
| | 27. Maria Magdalena Colonna                         |  |  |  |  |  |  |  |  |  |  |  |  |  |  |  |
| |                                                     |  |  |  |  |  |  |  |  |  |  |  |  |  |  |  |
| |                                                     |  |  |  |  |  |  |  |  |  |  |  |  |  |  |  |
| | 3. María Leticia Ramolino                           |  |  |  |  |  |  |  |  |  |  |  |  |  |  |  |
| |                                                     |  |  |  |  |  |  |  |  |  |  |  |  |  |  |  |
| |                                                     |  |  |  |  |  |  |  |  |  |  |  |  |  |  |  |
| | 28. Giovanni Antonio Pietrasanta                    |  |  |  |  |  |  |  |  |  |  |  |  |  |  |  |
| |                                                     |  |  |  |  |  |  |  |  |  |  |  |  |  |  |  |
| |                                                     |  |  |  |  |  |  |  |  |  |  |  |  |  |  |  |
| | 14. Giuseppe Maria Pietrasanta                      |  |  |  |  |  |  |  |  |  |  |  |  |  |  |  |
| |                                                     |  |  |  |  |  |  |  |  |  |  |  |  |  |  |  |
| |                                                     |  |  |  |  |  |  |  |  |  |  |  |  |  |  |  |
| | 29. Paola Brigida Sorba                             |  |  |  |  |  |  |  |  |  |  |  |  |  |  |  |
| |                                                     |  |  |  |  |  |  |  |  |  |  |  |  |  |  |  |
| |                                                     |  |  |  |  |  |  |  |  |  |  |  |  |  |  |  |
| | 7. Angela Maria Pietrasanta                         |  |  |  |  |  |  |  |  |  |  |  |  |  |  |  |
| |                                                     |  |  |  |  |  |  |  |  |  |  |  |  |  |  |  |
| |                                                     |  |  |  |  |  |  |  |  |  |  |  |  |  |  |  |
| | 30. Ignazio Malerba                                 |  |  |  |  |  |  |  |  |  |  |  |  |  |  |  |
| |                                                     |  |  |  |  |  |  |  |  |  |  |  |  |  |  |  |
| |                                                     |  |  |  |  |  |  |  |  |  |  |  |  |  |  |  |
| | 15. Maria Giuseppa Malerba                          |  |  |  |  |  |  |  |  |  |  |  |  |  |  |  |
| |                                                     |  |  |  |  |  |  |  |  |  |  |  |  |  |  |  |
| |                                                     |  |  |  |  |  |  |  |  |  |  |  |  |  |  |  |

### Familia
- José Bonaparte
- Napoleón II
- Jerónimo Bonaparte
- Napoleón III
- Carlota Napoleona Bonaparte
- Luis Bonaparte
- Luciano Bonaparte
- Eugène Bonaparte (Napoleón IV)

### Otros
- Complejo napoleónico
- Teorema de Napoleón
- Problema de Napoleón

| Precedido por: Directorio Ejecutivo Paul Barras Roger Ducos Louis-Jérôme Gohier Jean-François-Auguste Moulin Emmanuel-Joseph Sieyès | Jefe de Estado de Francia (1.er mandato)                                                              | Jefe de Estado de Francia (1.er mandato) | Jefe de Estado de Francia (1.er mandato)                                                              | Sucedido por: Luis XVIII (Rey de Francia)                |
| Precedido por: Directorio Ejecutivo Paul Barras Roger Ducos Louis-Jérôme Gohier Jean-François-Auguste Moulin Emmanuel-Joseph Sieyès | Cónsul Junto con: Roger Ducos Joseph Sieyès (11 de noviembre-12 de diciembre de 1799)                 | Primer cónsul Junto con: Jean-Jacques Cambacérès (Segundo cónsul) Charles-François Lebrun (Tercer cónsul) (12 de diciembre de 1799-18 de mayo de 1804) | Emperador de los franceses (18 de mayo de 1804-11 de abril de 1814)                                   | Sucedido por: Luis XVIII (Rey de Francia)                |
| Precedido por: Luis XVIII (Rey de Francia)                                                                                          | Jefe de Estado de Francia (2° mandato) (Emperador de los franceses) (20 de marzo-22 de junio de 1815) | Jefe de Estado de Francia (2° mandato) (Emperador de los franceses) (20 de marzo-22 de junio de 1815)                                                  | Jefe de Estado de Francia (2° mandato) (Emperador de los franceses) (20 de marzo-22 de junio de 1815) | Sucedido por: Napoleón II 24 de junio-8 de julio de 1815 |